# Liste des communes de la Somme
Pour les autres listes de communes françaises, voir Listes des communes de France.
| - La Somme en France métropolitaine. - Carte des communes de la Somme. |

Cette page liste les 771 communes du département français de la Somme au 1er janvier 2025.

## Liste des communes
Le tableau suivant donne la liste des communes au 1er janvier 2025, en précisant leur code Insee, leur code postal principal, leur arrondissement, leur canton, leur intercommunalité, leur superficie, leur population et leur densité, d'après les chiffres de l'Insee issus du recensement 2022,.
| Nom                                    | Code Insee | Code postal       | Arrondissement | Canton                                                         | Intercommunalité                             | Superficie (km2) | Population (dernière pop. légale) | Densité (hab./km2) | Modifier                                    |
| -------------------------------------- | ---------- | ----------------- | -------------- | -------------------------------------------------------------- | -------------------------------------------- | ---------------- | --------------------------------- | ------------------ | ------------------------------------------- |
| Amiens (préfecture)                    | 80021      | 80000 80080 80090 | Amiens         | Amiens-1 Amiens-2 Amiens-3 Amiens-4 Amiens-5 Amiens-6 Amiens-7 | CA Amiens Métropole                          | 49,76            | 134 780 (2022)                    | 2 709              | modifier les données · modifier les données |
| Abbeville                              | 80001      | 80100             | Abbeville      | Abbeville-1 Abbeville-2                                        | CA de la Baie de Somme                       | 26,42            | 22 406 (2022)                     | 848                | modifier les données · modifier les données |
| Ablaincourt-Pressoir                   | 80002      | 80320             | Péronne        | Ham                                                            | CC Terre de Picardie                         | 9,46             | 268 (2022)                        | 28                 | modifier les données · modifier les données |
| Acheux-en-Amiénois                     | 80003      | 80560             | Péronne        | Albert                                                         | CC du Pays du Coquelicot                     | 7,07             | 584 (2022)                        | 83                 | modifier les données · modifier les données |
| Acheux-en-Vimeu                        | 80004      | 80210             | Abbeville      | Abbeville-2                                                    | CC du Vimeu                                  | 12,33            | 498 (2022)                        | 40                 | modifier les données · modifier les données |
| Agenville                              | 80005      | 80370             | Amiens         | Doullens                                                       | CC du Territoire Nord Picardie               | 3,30             | 82 (2022)                         | 25                 | modifier les données · modifier les données |
| Agenvillers                            | 80006      | 80150             | Abbeville      | Abbeville-1                                                    | CC Ponthieu-Marquenterre                     | 5,98             | 231 (2022)                        | 39                 | modifier les données · modifier les données |
| Aigneville                             | 80008      | 80210             | Abbeville      | Gamaches                                                       | CC du Vimeu                                  | 10,76            | 904 (2022)                        | 84                 | modifier les données · modifier les données |
| Ailly-le-Haut-Clocher                  | 80009      | 80690             | Abbeville      | Rue                                                            | CC Ponthieu-Marquenterre                     | 10,81            | 1 021 (2022)                      | 94                 | modifier les données · modifier les données |
| Ailly-sur-Noye                         | 80010      | 80250             | Montdidier     | Ailly-sur-Noye                                                 | CC Avre Luce Noye                            | 25,35            | 2 669 (2022)                      | 105                | modifier les données · modifier les données |
| Ailly-sur-Somme                        | 80011      | 80470             | Amiens         | Ailly-sur-Somme                                                | CC Nièvre et Somme                           | 15,06            | 2 973 (2022)                      | 197                | modifier les données · modifier les données |
| Airaines                               | 80013      | 80270             | Amiens         | Ailly-sur-Somme                                                | CC Somme Sud-Ouest                           | 24,88            | 2 227 (2022)                      | 90                 | modifier les données · modifier les données |
| Aizecourt-le-Bas                       | 80014      | 80240             | Péronne        | Péronne                                                        | CC de la Haute Somme                         | 3,57             | 65 (2022)                         | 18                 | modifier les données · modifier les données |
| Aizecourt-le-Haut                      | 80015      | 80200             | Péronne        | Péronne                                                        | CC de la Haute Somme                         | 3,65             | 67 (2022)                         | 18                 | modifier les données · modifier les données |
| Albert                                 | 80016      | 80300             | Péronne        | Albert                                                         | CC du Pays du Coquelicot                     | 13,80            | 9 658 (2022)                      | 700                | modifier les données · modifier les données |
| Allaines                               | 80017      | 80200             | Péronne        | Péronne                                                        | CC de la Haute Somme                         | 8,36             | 419 (2022)                        | 50                 | modifier les données · modifier les données |
| Allenay                                | 80018      | 80130             | Abbeville      | Friville-Escarbotin                                            | CC des Villes Sœurs                          | 2,18             | 252 (2022)                        | 116                | modifier les données · modifier les données |
| Allery                                 | 80019      | 80270             | Abbeville      | Gamaches                                                       | CC Somme Sud-Ouest                           | 13,07            | 826 (2022)                        | 63                 | modifier les données · modifier les données |
| Allonville                             | 80020      | 80260             | Amiens         | Amiens-2                                                       | CA Amiens Métropole                          | 10,37            | 777 (2022)                        | 75                 | modifier les données · modifier les données |
| Andainville                            | 80022      | 80140             | Amiens         | Poix-de-Picardie                                               | CC Somme Sud-Ouest                           | 8,35             | 244 (2022)                        | 29                 | modifier les données · modifier les données |
| Andechy                                | 80023      | 80700             | Montdidier     | Roye                                                           | CC du Grand Roye                             | 7,77             | 285 (2022)                        | 37                 | modifier les données · modifier les données |
| Argœuves                               | 80024      | 80470             | Amiens         | Ailly-sur-Somme                                                | CC Nièvre et Somme                           | 10,21            | 562 (2022)                        | 55                 | modifier les données · modifier les données |
| Argoules                               | 80025      | 80120             | Abbeville      | Rue                                                            | CC Ponthieu-Marquenterre                     | 9,45             | 324 (2022)                        | 34                 | modifier les données · modifier les données |
| Arguel                                 | 80026      | 80140             | Amiens         | Poix-de-Picardie                                               | CC Somme Sud-Ouest                           | 2,54             | 32 (2022)                         | 13                 | modifier les données · modifier les données |
| Armancourt                             | 80027      | 80700             | Montdidier     | Roye                                                           | CC du Grand Roye                             | 2,16             | 33 (2022)                         | 15                 | modifier les données · modifier les données |
| Arquèves                               | 80028      | 80560             | Péronne        | Albert                                                         | CC du Pays du Coquelicot                     | 7,64             | 154 (2022)                        | 20                 | modifier les données · modifier les données |
| Arrest                                 | 80029      | 80820             | Abbeville      | Abbeville-2                                                    | CA de la Baie de Somme                       | 11,15            | 825 (2022)                        | 74                 | modifier les données · modifier les données |
| Arry                                   | 80030      | 80120             | Abbeville      | Rue                                                            | CC Ponthieu-Marquenterre                     | 7,34             | 218 (2022)                        | 30                 | modifier les données · modifier les données |
| Arvillers                              | 80031      | 80910             | Montdidier     | Moreuil                                                        | CC Avre Luce Noye                            | 12,68            | 764 (2022)                        | 60                 | modifier les données · modifier les données |
| Assainvillers                          | 80032      | 80500             | Montdidier     | Roye                                                           | CC du Grand Roye                             | 7,30             | 134 (2022)                        | 18                 | modifier les données · modifier les données |
| Assevillers                            | 80033      | 80200             | Péronne        | Ham                                                            | CC Terre de Picardie                         | 5,47             | 310 (2022)                        | 57                 | modifier les données · modifier les données |
| Athies                                 | 80034      | 80200             | Péronne        | Ham                                                            | CC de l'Est de la Somme                      | 10,67            | 613 (2022)                        | 57                 | modifier les données · modifier les données |
| Aubercourt                             | 80035      | 80110             | Montdidier     | Moreuil                                                        | CC Avre Luce Noye                            | 3,80             | 72 (2022)                         | 19                 | modifier les données · modifier les données |
| Aubigny                                | 80036      | 80800             | Amiens         | Amiens-3                                                       | CC du Val de Somme                           | 9,75             | 516 (2022)                        | 53                 | modifier les données · modifier les données |
| Aubvillers                             | 80037      | 80110             | Montdidier     | Ailly-sur-Noye                                                 | CC Avre Luce Noye                            | 4,88             | 167 (2022)                        | 34                 | modifier les données · modifier les données |
| Auchonvillers                          | 80038      | 80560             | Péronne        | Albert                                                         | CC du Pays du Coquelicot                     | 5,72             | 124 (2022)                        | 22                 | modifier les données · modifier les données |
| Ault                                   | 80039      | 80460             | Abbeville      | Friville-Escarbotin                                            | CC des Villes Sœurs                          | 5,99             | 1 369 (2022)                      | 229                | modifier les données · modifier les données |
| Aumâtre                                | 80040      | 80140             | Amiens         | Poix-de-Picardie                                               | CC Somme Sud-Ouest                           | 5,57             | 171 (2022)                        | 31                 | modifier les données · modifier les données |
| Aumont                                 | 80041      | 80640             | Amiens         | Poix-de-Picardie                                               | CC Somme Sud-Ouest                           | 3,31             | 128 (2022)                        | 39                 | modifier les données · modifier les données |
| Autheux                                | 80042      | 80600             | Amiens         | Doullens                                                       | CC du Territoire Nord Picardie               | 8,27             | 121 (2022)                        | 15                 | modifier les données · modifier les données |
| Authie                                 | 80043      | 80560             | Péronne        | Albert                                                         | CC du Pays du Coquelicot                     | 9,93             | 258 (2022)                        | 26                 | modifier les données · modifier les données |
| Authieule                              | 80044      | 80600             | Amiens         | Doullens                                                       | CC du Territoire Nord Picardie               | 4,58             | 397 (2022)                        | 87                 | modifier les données · modifier les données |
| Authuille                              | 80045      | 80300             | Péronne        | Albert                                                         | CC du Pays du Coquelicot                     | 3,58             | 157 (2022)                        | 44                 | modifier les données · modifier les données |
| Avelesges                              | 80046      | 80270             | Amiens         | Ailly-sur-Somme                                                | CC Somme Sud-Ouest                           | 4,87             | 51 (2022)                         | 10                 | modifier les données · modifier les données |
| Aveluy                                 | 80047      | 80300             | Péronne        | Albert                                                         | CC du Pays du Coquelicot                     | 6,64             | 537 (2022)                        | 81                 | modifier les données · modifier les données |
| Avesnes-Chaussoy                       | 80048      | 80140             | Amiens         | Poix-de-Picardie                                               | CC Somme Sud-Ouest                           | 6,12             | 66 (2022)                         | 11                 | modifier les données · modifier les données |
| Ayencourt                              | 80049      | 80500             | Montdidier     | Roye                                                           | CC du Grand Roye                             | 4,67             | 153 (2022)                        | 33                 | modifier les données · modifier les données |
| Bacouel-sur-Selle                      | 80050      | 80480             | Amiens         | Ailly-sur-Noye                                                 | CC Somme Sud-Ouest                           | 6,24             | 466 (2022)                        | 75                 | modifier les données · modifier les données |
| Bailleul                               | 80051      | 80490             | Abbeville      | Gamaches                                                       | CA de la Baie de Somme                       | 14,06            | 252 (2022)                        | 18                 | modifier les données · modifier les données |
| Baizieux                               | 80052      | 80300             | Amiens         | Corbie                                                         | CC du Val de Somme                           | 5,09             | 242 (2022)                        | 48                 | modifier les données · modifier les données |
| Balâtre                                | 80053      | 80700             | Montdidier     | Roye                                                           | CC du Grand Roye                             | 3,30             | 75 (2022)                         | 23                 | modifier les données · modifier les données |
| Barleux                                | 80054      | 80200             | Péronne        | Péronne                                                        | CC de la Haute Somme                         | 7,46             | 229 (2022)                        | 31                 | modifier les données · modifier les données |
| Barly                                  | 80055      | 80600             | Amiens         | Doullens                                                       | CC du Territoire Nord Picardie               | 11,64            | 163 (2022)                        | 14                 | modifier les données · modifier les données |
| Bavelincourt                           | 80056      | 80260             | Amiens         | Corbie                                                         | CC du Territoire Nord Picardie               | 7,75             | 100 (2022)                        | 13                 | modifier les données · modifier les données |
| Bayencourt                             | 80057      | 80560             | Péronne        | Albert                                                         | CC du Pays du Coquelicot                     | 1,84             | 73 (2022)                         | 40                 | modifier les données · modifier les données |
| Bayonvillers                           | 80058      | 80170             | Péronne        | Moreuil                                                        | CC Terre de Picardie                         | 8,10             | 337 (2022)                        | 42                 | modifier les données · modifier les données |
| Bazentin                               | 80059      | 80300             | Péronne        | Albert                                                         | CC du Pays du Coquelicot                     | 5,10             | 82 (2022)                         | 16                 | modifier les données · modifier les données |
| Béalcourt                              | 80060      | 80370             | Amiens         | Doullens                                                       | CC du Territoire Nord Picardie               | 3,61             | 119 (2022)                        | 33                 | modifier les données · modifier les données |
| Beaucamps-le-Jeune                     | 80061      | 80430             | Amiens         | Poix-de-Picardie                                               | CC Somme Sud-Ouest                           | 6,72             | 193 (2022)                        | 29                 | modifier les données · modifier les données |
| Beaucamps-le-Vieux                     | 80062      | 80430             | Amiens         | Poix-de-Picardie                                               | CC Somme Sud-Ouest                           | 5,02             | 1 421 (2022)                      | 283                | modifier les données · modifier les données |
| Beauchamps                             | 80063      | 80770             | Abbeville      | Gamaches                                                       | CC des Villes Sœurs                          | 7,22             | 943 (2022)                        | 131                | modifier les données · modifier les données |
| Beaucourt-en-Santerre                  | 80064      | 80110             | Montdidier     | Moreuil                                                        | CC Avre Luce Noye                            | 5,95             | 164 (2022)                        | 28                 | modifier les données · modifier les données |
| Beaucourt-sur-l'Ancre                  | 80065      | 80300             | Péronne        | Albert                                                         | CC du Pays du Coquelicot                     | 3,51             | 89 (2022)                         | 25                 | modifier les données · modifier les données |
| Beaucourt-sur-l'Hallue                 | 80066      | 80260             | Amiens         | Corbie                                                         | CC du Territoire Nord Picardie               | 5,47             | 279 (2022)                        | 51                 | modifier les données · modifier les données |
| Beaufort-en-Santerre                   | 80067      | 80170             | Péronne        | Moreuil                                                        | CC Terre de Picardie                         | 4,59             | 189 (2022)                        | 41                 | modifier les données · modifier les données |
| Beaumetz                               | 80068      | 80370             | Amiens         | Doullens                                                       | CC du Territoire Nord Picardie               | 6,16             | 217 (2022)                        | 35                 | modifier les données · modifier les données |
| Beaumont-Hamel                         | 80069      | 80300             | Péronne        | Albert                                                         | CC du Pays du Coquelicot                     | 8,31             | 202 (2022)                        | 24                 | modifier les données · modifier les données |
| Beauquesne                             | 80070      | 80600             | Amiens         | Doullens                                                       | CC du Territoire Nord Picardie               | 20,04            | 1 341 (2022)                      | 67                 | modifier les données · modifier les données |
| Beauval                                | 80071      | 80630             | Amiens         | Doullens                                                       | CC du Territoire Nord Picardie               | 22,56            | 1 953 (2022)                      | 87                 | modifier les données · modifier les données |
| Bécordel-Bécourt                       | 80073      | 80300             | Péronne        | Albert                                                         | CC du Pays du Coquelicot                     | 3,57             | 154 (2022)                        | 43                 | modifier les données · modifier les données |
| Becquigny                              | 80074      | 80500             | Montdidier     | Roye                                                           | CC du Grand Roye                             | 6,04             | 116 (2022)                        | 19                 | modifier les données · modifier les données |
| Béhen                                  | 80076      | 80870             | Abbeville      | Abbeville-2                                                    | CC du Vimeu                                  | 9,83             | 508 (2022)                        | 52                 | modifier les données · modifier les données |
| Béhencourt                             | 80077      | 80260             | Amiens         | Corbie                                                         | CC du Territoire Nord Picardie               | 7,06             | 306 (2022)                        | 43                 | modifier les données · modifier les données |
| Bellancourt                            | 80078      | 80132             | Abbeville      | Abbeville-1                                                    | CA de la Baie de Somme                       | 5,98             | 505 (2022)                        | 84                 | modifier les données · modifier les données |
| Belleuse                               | 80079      | 80160             | Amiens         | Ailly-sur-Noye                                                 | CC Somme Sud-Ouest                           | 7,80             | 299 (2022)                        | 38                 | modifier les données · modifier les données |
| Belloy-en-Santerre                     | 80080      | 80200             | Péronne        | Ham                                                            | CC Terre de Picardie                         | 5,49             | 151 (2022)                        | 28                 | modifier les données · modifier les données |
| Belloy-Saint-Léonard                   | 80081      | 80270             | Amiens         | Poix-de-Picardie                                               | CC Somme Sud-Ouest                           | 6,55             | 84 (2022)                         | 13                 | modifier les données · modifier les données |
| Belloy-sur-Somme                       | 80082      | 80310             | Amiens         | Ailly-sur-Somme                                                | CC Nièvre et Somme                           | 13,24            | 725 (2022)                        | 55                 | modifier les données · modifier les données |
| Bergicourt                             | 80083      | 80290             | Amiens         | Poix-de-Picardie                                               | CC Somme Sud-Ouest                           | 6,85             | 143 (2022)                        | 21                 | modifier les données · modifier les données |
| Bermesnil                              | 80084      | 80140             | Amiens         | Poix-de-Picardie                                               | CC Somme Sud-Ouest                           | 4,10             | 201 (2022)                        | 49                 | modifier les données · modifier les données |
| Bernâtre                               | 80085      | 80370             | Amiens         | Doullens                                                       | CC du Territoire Nord Picardie               | 4,59             | 38 (2022)                         | 8,3                | modifier les données · modifier les données |
| Bernaville                             | 80086      | 80370             | Amiens         | Doullens                                                       | CC du Territoire Nord Picardie               | 17,34            | 1 047 (2022)                      | 60                 | modifier les données · modifier les données |
| Bernay-en-Ponthieu                     | 80087      | 80120             | Abbeville      | Rue                                                            | CC Ponthieu-Marquenterre                     | 9,97             | 240 (2022)                        | 24                 | modifier les données · modifier les données |
| Bernes                                 | 80088      | 80240             | Péronne        | Péronne                                                        | CC de la Haute Somme                         | 7,61             | 354 (2022)                        | 47                 | modifier les données · modifier les données |
| Berneuil                               | 80089      | 80620             | Amiens         | Doullens                                                       | CC du Territoire Nord Picardie               | 5,51             | 274 (2022)                        | 50                 | modifier les données · modifier les données |
| Berny-en-Santerre                      | 80090      | 80200             | Péronne        | Ham                                                            | CC Terre de Picardie                         | 4,43             | 151 (2022)                        | 34                 | modifier les données · modifier les données |
| Bertangles                             | 80092      | 80260             | Amiens         | Amiens-2                                                       | CA Amiens Métropole                          | 8,57             | 797 (2022)                        | 93                 | modifier les données · modifier les données |
| Berteaucourt-les-Dames                 | 80093      | 80850             | Amiens         | Flixecourt                                                     | CC Nièvre et Somme                           | 4,64             | 1 095 (2022)                      | 236                | modifier les données · modifier les données |
| Berteaucourt-lès-Thennes               | 80094      | 80110             | Montdidier     | Moreuil                                                        | CC Avre Luce Noye                            | 2,62             | 497 (2022)                        | 190                | modifier les données · modifier les données |
| Bertrancourt                           | 80095      | 80560             | Péronne        | Albert                                                         | CC du Pays du Coquelicot                     | 6,09             | 212 (2022)                        | 35                 | modifier les données · modifier les données |
| Béthencourt-sur-Mer                    | 80096      | 80130             | Abbeville      | Friville-Escarbotin                                            | CC du Vimeu                                  | 2,95             | 897 (2022)                        | 304                | modifier les données · modifier les données |
| Béthencourt-sur-Somme                  | 80097      | 80190             | Péronne        | Ham                                                            | CC de l'Est de la Somme                      | 2,87             | 126 (2022)                        | 44                 | modifier les données · modifier les données |
| Bettembos                              | 80098      | 80290             | Amiens         | Poix-de-Picardie                                               | CC Somme Sud-Ouest                           | 4,16             | 96 (2022)                         | 23                 | modifier les données · modifier les données |
| Bettencourt-Rivière                    | 80099      | 80270             | Abbeville      | Gamaches                                                       | CA de la Baie de Somme                       | 7,38             | 215 (2022)                        | 29                 | modifier les données · modifier les données |
| Bettencourt-Saint-Ouen                 | 80100      | 80610             | Amiens         | Flixecourt                                                     | CC Nièvre et Somme                           | 8,04             | 612 (2022)                        | 76                 | modifier les données · modifier les données |
| Beuvraignes                            | 80101      | 80700             | Montdidier     | Roye                                                           | CC du Grand Roye                             | 14,45            | 880 (2022)                        | 61                 | modifier les données · modifier les données |
| Biaches                                | 80102      | 80200             | Péronne        | Péronne                                                        | CC de la Haute Somme                         | 6,52             | 386 (2022)                        | 59                 | modifier les données · modifier les données |
| Biarre                                 | 80103      | 80190             | Montdidier     | Roye                                                           | CC du Grand Roye                             | 2,40             | 58 (2022)                         | 24                 | modifier les données · modifier les données |
| Biencourt                              | 80104      | 80140             | Abbeville      | Gamaches                                                       | CC interrégionale Aumale - Blangy-sur-Bresle | 2,22             | 142 (2022)                        | 64                 | modifier les données · modifier les données |
| Billancourt                            | 80105      | 80190             | Péronne        | Ham                                                            | CC de l'Est de la Somme                      | 4,95             | 174 (2022)                        | 35                 | modifier les données · modifier les données |
| Blangy-sous-Poix                       | 80106      | 80290             | Amiens         | Poix-de-Picardie                                               | CC Somme Sud-Ouest                           | 8,01             | 165 (2022)                        | 21                 | modifier les données · modifier les données |
| Blangy-Tronville                       | 80107      | 80440             | Amiens         | Amiens-4                                                       | CA Amiens Métropole                          | 12,44            | 623 (2022)                        | 50                 | modifier les données · modifier les données |
| Boisbergues                            | 80108      | 80600             | Amiens         | Doullens                                                       | CC du Territoire Nord Picardie               | 4,31             | 66 (2022)                         | 15                 | modifier les données · modifier les données |
| Le Boisle                              | 80109      | 80150             | Abbeville      | Rue                                                            | CC Ponthieu-Marquenterre                     | 11,68            | 330 (2022)                        | 28                 | modifier les données · modifier les données |
| Boismont                               | 80110      | 80230             | Abbeville      | Abbeville-2                                                    | CA de la Baie de Somme                       | 15,57            | 457 (2022)                        | 29                 | modifier les données · modifier les données |
| Bonnay                                 | 80112      | 80800             | Amiens         | Corbie                                                         | CC du Val de Somme                           | 5,86             | 248 (2022)                        | 42                 | modifier les données · modifier les données |
| Bonneville                             | 80113      | 80670             | Amiens         | Doullens                                                       | CC du Territoire Nord Picardie               | 10,20            | 331 (2022)                        | 32                 | modifier les données · modifier les données |
| Bosquel                                | 80114      | 80160             | Amiens         | Ailly-sur-Noye                                                 | CC Somme Sud-Ouest                           | 9,48             | 346 (2022)                        | 36                 | modifier les données · modifier les données |
| Bouchavesnes-Bergen                    | 80115      | 80200             | Péronne        | Péronne                                                        | CC de la Haute Somme                         | 10,09            | 287 (2022)                        | 28                 | modifier les données · modifier les données |
| Bouchoir                               | 80116      | 80910             | Péronne        | Moreuil                                                        | CC Terre de Picardie                         | 5,88             | 266 (2022)                        | 45                 | modifier les données · modifier les données |
| Bouchon                                | 80117      | 80830             | Amiens         | Flixecourt                                                     | CC Nièvre et Somme                           | 4,60             | 158 (2022)                        | 34                 | modifier les données · modifier les données |
| Boufflers                              | 80118      | 80150             | Abbeville      | Rue                                                            | CC Ponthieu-Marquenterre                     | 5,62             | 115 (2022)                        | 20                 | modifier les données · modifier les données |
| Bougainville                           | 80119      | 80540             | Amiens         | Ailly-sur-Somme                                                | CC Somme Sud-Ouest                           | 10,21            | 395 (2022)                        | 39                 | modifier les données · modifier les données |
| Bouillancourt-en-Séry                  | 80120      | 80220             | Abbeville      | Gamaches                                                       | CC interrégionale Aumale - Blangy-sur-Bresle | 16,11            | 538 (2022)                        | 33                 | modifier les données · modifier les données |
| Bouillancourt-la-Bataille              | 80121      | 80500             | Montdidier     | Roye                                                           | CC du Grand Roye                             | 3,59             | 144 (2022)                        | 40                 | modifier les données · modifier les données |
| Bouquemaison                           | 80122      | 80600             | Amiens         | Doullens                                                       | CC du Territoire Nord Picardie               | 7,15             | 496 (2022)                        | 69                 | modifier les données · modifier les données |
| Bourdon                                | 80123      | 80310             | Amiens         | Ailly-sur-Somme                                                | CC Nièvre et Somme                           | 6,97             | 374 (2022)                        | 54                 | modifier les données · modifier les données |
| Bourseville                            | 80124      | 80130             | Abbeville      | Friville-Escarbotin                                            | CC du Vimeu                                  | 8,07             | 715 (2022)                        | 89                 | modifier les données · modifier les données |
| Boussicourt                            | 80125      | 80500             | Montdidier     | Roye                                                           | CC du Grand Roye                             | 3,32             | 82 (2022)                         | 25                 | modifier les données · modifier les données |
| Bouttencourt                           | 80126      | 80220             | Abbeville      | Gamaches                                                       | CC interrégionale Aumale - Blangy-sur-Bresle | 7,73             | 929 (2022)                        | 120                | modifier les données · modifier les données |
| Bouvaincourt-sur-Bresle                | 80127      | 80220             | Abbeville      | Gamaches                                                       | CC des Villes Sœurs                          | 6,82             | 800 (2022)                        | 117                | modifier les données · modifier les données |
| Bouvincourt-en-Vermandois              | 80128      | 80200             | Péronne        | Péronne                                                        | CC de la Haute Somme                         | 1,94             | 147 (2022)                        | 76                 | modifier les données · modifier les données |
| Bouzincourt                            | 80129      | 80300             | Péronne        | Albert                                                         | CC du Pays du Coquelicot                     | 8,11             | 536 (2022)                        | 66                 | modifier les données · modifier les données |
| Bovelles                               | 80130      | 80540             | Amiens         | Ailly-sur-Somme                                                | CA Amiens Métropole                          | 6,87             | 419 (2022)                        | 61                 | modifier les données · modifier les données |
| Boves                                  | 80131      | 80440             | Amiens         | Amiens-5                                                       | CA Amiens Métropole                          | 25,37            | 3 273 (2022)                      | 129                | modifier les données · modifier les données |
| Braches                                | 80132      | 80110             | Montdidier     | Moreuil                                                        | CC Avre Luce Noye                            | 7,21             | 205 (2022)                        | 28                 | modifier les données · modifier les données |
| Brailly-Cornehotte                     | 80133      | 80150             | Abbeville      | Rue                                                            | CC Ponthieu-Marquenterre                     | 11,50            | 214 (2022)                        | 19                 | modifier les données · modifier les données |
| Brassy                                 | 80134      | 80160             | Amiens         | Ailly-sur-Noye                                                 | CC Somme Sud-Ouest                           | 2,41             | 82 (2022)                         | 34                 | modifier les données · modifier les données |
| Bray-lès-Mareuil                       | 80135      | 80580             | Abbeville      | Abbeville-2                                                    | CA de la Baie de Somme                       | 5,43             | 250 (2022)                        | 46                 | modifier les données · modifier les données |
| Bray-sur-Somme                         | 80136      | 80340             | Péronne        | Albert                                                         | CC du Pays du Coquelicot                     | 16,81            | 1 191 (2022)                      | 71                 | modifier les données · modifier les données |
| Breilly                                | 80137      | 80470             | Amiens         | Ailly-sur-Somme                                                | CC Nièvre et Somme                           | 5,73             | 724 (2022)                        | 126                | modifier les données · modifier les données |
| Bresle                                 | 80138      | 80300             | Amiens         | Corbie                                                         | CC du Val de Somme                           | 3,54             | 118 (2022)                        | 33                 | modifier les données · modifier les données |
| Breuil                                 | 80139      | 80400             | Péronne        | Ham                                                            | CC de l'Est de la Somme                      | 2,17             | 45 (2022)                         | 21                 | modifier les données · modifier les données |
| Brévillers                             | 80140      | 80600             | Amiens         | Doullens                                                       | CC du Territoire Nord Picardie               | 1,83             | 116 (2022)                        | 63                 | modifier les données · modifier les données |
| Brie                                   | 80141      | 80200             | Péronne        | Péronne                                                        | CC de la Haute Somme                         | 6,89             | 341 (2022)                        | 49                 | modifier les données · modifier les données |
| Briquemesnil-Floxicourt                | 80142      | 80540             | Amiens         | Ailly-sur-Somme                                                | CC Somme Sud-Ouest                           | 7,35             | 342 (2022)                        | 47                 | modifier les données · modifier les données |
| Brocourt                               | 80143      | 80430             | Amiens         | Poix-de-Picardie                                               | CC Somme Sud-Ouest                           | 2,41             | 108 (2022)                        | 45                 | modifier les données · modifier les données |
| Brouchy                                | 80144      | 80400             | Péronne        | Ham                                                            | CC de l'Est de la Somme                      | 8,07             | 482 (2022)                        | 60                 | modifier les données · modifier les données |
| Brucamps                               | 80145      | 80690             | Abbeville      | Rue                                                            | CC Ponthieu-Marquenterre                     | 6,37             | 150 (2022)                        | 24                 | modifier les données · modifier les données |
| Brutelles                              | 80146      | 80230             | Abbeville      | Friville-Escarbotin                                            | CA de la Baie de Somme                       | 6,29             | 199 (2022)                        | 32                 | modifier les données · modifier les données |
| Buigny-l'Abbé                          | 80147      | 80132             | Abbeville      | Rue                                                            | CC Ponthieu-Marquenterre                     | 7,22             | 337 (2022)                        | 47                 | modifier les données · modifier les données |
| Buigny-lès-Gamaches                    | 80148      | 80220             | Abbeville      | Gamaches                                                       | CC des Villes Sœurs                          | 4,77             | 392 (2022)                        | 82                 | modifier les données · modifier les données |
| Buigny-Saint-Maclou                    | 80149      | 80132             | Abbeville      | Abbeville-1                                                    | CC Ponthieu-Marquenterre                     | 7,30             | 522 (2022)                        | 72                 | modifier les données · modifier les données |
| Buire-Courcelles                       | 80150      | 80200             | Péronne        | Péronne                                                        | CC de la Haute Somme                         | 7,76             | 219 (2022)                        | 28                 | modifier les données · modifier les données |
| Buire-sur-l'Ancre                      | 80151      | 80300             | Péronne        | Albert                                                         | CC du Pays du Coquelicot                     | 5,28             | 296 (2022)                        | 56                 | modifier les données · modifier les données |
| Bus-la-Mésière                         | 80152      | 80700             | Montdidier     | Roye                                                           | CC du Grand Roye                             | 6,85             | 142 (2022)                        | 21                 | modifier les données · modifier les données |
| Bus-lès-Artois                         | 80153      | 80560             | Péronne        | Albert                                                         | CC du Pays du Coquelicot                     | 6,74             | 137 (2022)                        | 20                 | modifier les données · modifier les données |
| Bussu                                  | 80154      | 80200             | Péronne        | Péronne                                                        | CC de la Haute Somme                         | 6,79             | 217 (2022)                        | 32                 | modifier les données · modifier les données |
| Bussus-lès-Yaucourt                    | 80155      | 80135             | Abbeville      | Rue                                                            | CC Ponthieu-Marquenterre                     | 15,19            | 553 (2022)                        | 36                 | modifier les données · modifier les données |
| Bussy-lès-Daours                       | 80156      | 80800             | Amiens         | Amiens-3                                                       | CC du Val de Somme                           | 8,10             | 383 (2022)                        | 47                 | modifier les données · modifier les données |
| Bussy-lès-Poix                         | 80157      | 80290             | Amiens         | Poix-de-Picardie                                               | CC Somme Sud-Ouest                           | 4,40             | 92 (2022)                         | 21                 | modifier les données · modifier les données |
| Buverchy                               | 80158      | 80400             | Péronne        | Ham                                                            | CC de l'Est de la Somme                      | 1,85             | 45 (2022)                         | 24                 | modifier les données · modifier les données |
| Cachy                                  | 80159      | 80800             | Amiens         | Amiens-4                                                       | CC du Val de Somme                           | 6,11             | 285 (2022)                        | 47                 | modifier les données · modifier les données |
| Cagny                                  | 80160      | 80330             | Amiens         | Amiens-5                                                       | CA Amiens Métropole                          | 5,29             | 1 198 (2022)                      | 226                | modifier les données · modifier les données |
| Cahon                                  | 80161      | 80132             | Abbeville      | Abbeville-2                                                    | CC du Vimeu                                  | 7,04             | 221 (2022)                        | 31                 | modifier les données · modifier les données |
| Caix                                   | 80162      | 80170             | Péronne        | Moreuil                                                        | CC Terre de Picardie                         | 11,95            | 699 (2022)                        | 58                 | modifier les données · modifier les données |
| Cambron                                | 80163      | 80132             | Abbeville      | Abbeville-2                                                    | CA de la Baie de Somme                       | 12,61            | 751 (2022)                        | 60                 | modifier les données · modifier les données |
| Camon                                  | 80164      | 80450             | Amiens         | Amiens-3                                                       | CA Amiens Métropole                          | 12,90            | 4 387 (2022)                      | 340                | modifier les données · modifier les données |
| Camps-en-Amiénois                      | 80165      | 80540             | Amiens         | Ailly-sur-Somme                                                | CC Somme Sud-Ouest                           | 4,54             | 183 (2022)                        | 40                 | modifier les données · modifier les données |
| Canaples                               | 80166      | 80670             | Amiens         | Flixecourt                                                     | CC Nièvre et Somme                           | 10,26            | 704 (2022)                        | 69                 | modifier les données · modifier les données |
| Canchy                                 | 80167      | 80150             | Abbeville      | Abbeville-1                                                    | CC Ponthieu-Marquenterre                     | 6,47             | 346 (2022)                        | 53                 | modifier les données · modifier les données |
| Candas                                 | 80168      | 80750             | Amiens         | Doullens                                                       | CC du Territoire Nord Picardie               | 17,27            | 1 046 (2022)                      | 61                 | modifier les données · modifier les données |
| Cannessières                           | 80169      | 80140             | Amiens         | Poix-de-Picardie                                               | CC Somme Sud-Ouest                           | 3,75             | 61 (2022)                         | 16                 | modifier les données · modifier les données |
| Cantigny                               | 80170      | 80500             | Montdidier     | Roye                                                           | CC du Grand Roye                             | 4,03             | 110 (2022)                        | 27                 | modifier les données · modifier les données |
| Caours                                 | 80171      | 80132             | Abbeville      | Abbeville-1                                                    | CA de la Baie de Somme                       | 6,13             | 565 (2022)                        | 92                 | modifier les données · modifier les données |
| Cappy                                  | 80172      | 80340             | Péronne        | Albert                                                         | CC du Pays du Coquelicot                     | 11,91            | 548 (2022)                        | 46                 | modifier les données · modifier les données |
| Cardonnette                            | 80173      | 80260             | Amiens         | Amiens-2                                                       | CA Amiens Métropole                          | 5,46             | 514 (2022)                        | 94                 | modifier les données · modifier les données |
| Le Cardonnois                          | 80174      | 80500             | Montdidier     | Roye                                                           | CC du Grand Roye                             | 2,37             | 71 (2022)                         | 30                 | modifier les données · modifier les données |
| Carnoy-Mametz                          | 80505      | 80300             | Péronne        | Albert                                                         | CC du Pays du Coquelicot                     | 10,25            | 268 (2022)                        | 26                 | modifier les données · modifier les données |
| Carrépuis                              | 80176      | 80700             | Montdidier     | Roye                                                           | CC du Grand Roye                             | 5,50             | 258 (2022)                        | 47                 | modifier les données · modifier les données |
| Cartigny                               | 80177      | 80200             | Péronne        | Péronne                                                        | CC de la Haute Somme                         | 15,15            | 690 (2022)                        | 46                 | modifier les données · modifier les données |
| Caulières                              | 80179      | 80290             | Amiens         | Poix-de-Picardie                                               | CC Somme Sud-Ouest                           | 5,41             | 218 (2022)                        | 40                 | modifier les données · modifier les données |
| Cavillon                               | 80180      | 80310             | Amiens         | Ailly-sur-Somme                                                | CC Nièvre et Somme                           | 5,46             | 91 (2022)                         | 17                 | modifier les données · modifier les données |
| Cayeux-en-Santerre                     | 80181      | 80800             | Montdidier     | Moreuil                                                        | CC Avre Luce Noye                            | 5,44             | 123 (2022)                        | 23                 | modifier les données · modifier les données |
| Cayeux-sur-Mer                         | 80182      | 80410             | Abbeville      | Friville-Escarbotin                                            | CA de la Baie de Somme                       | 26,29            | 2 344 (2022)                      | 89                 | modifier les données · modifier les données |
| Cerisy                                 | 80184      | 80800             | Amiens         | Corbie                                                         | CC du Val de Somme                           | 10,94            | 545 (2022)                        | 50                 | modifier les données · modifier les données |
| Cerisy-Buleux                          | 80183      | 80140             | Amiens         | Poix-de-Picardie                                               | CC Somme Sud-Ouest                           | 5,60             | 277 (2022)                        | 49                 | modifier les données · modifier les données |
| Champien                               | 80185      | 80700             | Montdidier     | Roye                                                           | CC du Grand Roye                             | 8,77             | 279 (2022)                        | 32                 | modifier les données · modifier les données |
| Chaulnes                               | 80186      | 80320             | Péronne        | Ham                                                            | CC Terre de Picardie                         | 8,46             | 1 983 (2022)                      | 234                | modifier les données · modifier les données |
| La Chaussée-Tirancourt                 | 80187      | 80310             | Amiens         | Ailly-sur-Somme                                                | CC Nièvre et Somme                           | 12,52            | 693 (2022)                        | 55                 | modifier les données · modifier les données |
| Chaussoy-Epagny                        | 80188      | 80250             | Montdidier     | Ailly-sur-Noye                                                 | CC Avre Luce Noye                            | 11,59            | 587 (2022)                        | 51                 | modifier les données · modifier les données |
| La Chavatte                            | 80189      | 80700             | Péronne        | Moreuil                                                        | CC Terre de Picardie                         | 1,89             | 64 (2022)                         | 34                 | modifier les données · modifier les données |
| Chépy                                  | 80190      | 80210             | Abbeville      | Gamaches                                                       | CC du Vimeu                                  | 7,35             | 1 212 (2022)                      | 165                | modifier les données · modifier les données |
| Chilly                                 | 80191      | 80170             | Péronne        | Moreuil                                                        | CC Terre de Picardie                         | 4,85             | 163 (2022)                        | 34                 | modifier les données · modifier les données |
| Chipilly                               | 80192      | 80800             | Amiens         | Corbie                                                         | CC du Val de Somme                           | 6,85             | 166 (2022)                        | 24                 | modifier les données · modifier les données |
| Chirmont                               | 80193      | 80250             | Montdidier     | Ailly-sur-Noye                                                 | CC Avre Luce Noye                            | 7,85             | 153 (2022)                        | 19                 | modifier les données · modifier les données |
| Chuignes                               | 80194      | 80340             | Péronne        | Ham                                                            | CC Terre de Picardie                         | 4,56             | 149 (2022)                        | 33                 | modifier les données · modifier les données |
| Chuignolles                            | 80195      | 80340             | Péronne        | Albert                                                         | CC du Pays du Coquelicot                     | 4,86             | 147 (2022)                        | 30                 | modifier les données · modifier les données |
| Citerne                                | 80196      | 80490             | Abbeville      | Gamaches                                                       | CA de la Baie de Somme                       | 6,40             | 245 (2022)                        | 38                 | modifier les données · modifier les données |
| Cizancourt                             | 80197      | 80200             | Péronne        | Ham                                                            | CC de l'Est de la Somme                      | 1,83             | 26 (2022)                         | 14                 | modifier les données · modifier les données |
| Clairy-Saulchoix                       | 80198      | 80540             | Amiens         | Ailly-sur-Somme                                                | CA Amiens Métropole                          | 6,52             | 382 (2022)                        | 59                 | modifier les données · modifier les données |
| Cléry-sur-Somme                        | 80199      | 80200             | Péronne        | Péronne                                                        | CC de la Haute Somme                         | 18,78            | 515 (2022)                        | 27                 | modifier les données · modifier les données |
| Cocquerel                              | 80200      | 80510             | Abbeville      | Rue                                                            | CC Ponthieu-Marquenterre                     | 9,54             | 219 (2022)                        | 23                 | modifier les données · modifier les données |
| Coigneux                               | 80201      | 80560             | Péronne        | Albert                                                         | CC du Pays du Coquelicot                     | 2,88             | 49 (2022)                         | 17                 | modifier les données · modifier les données |
| Coisy                                  | 80202      | 80260             | Amiens         | Amiens-2                                                       | CC du Territoire Nord Picardie               | 6,08             | 381 (2022)                        | 63                 | modifier les données · modifier les données |
| Colincamps                             | 80203      | 80560             | Péronne        | Albert                                                         | CC du Pays du Coquelicot                     | 4,38             | 83 (2022)                         | 19                 | modifier les données · modifier les données |
| Combles                                | 80204      | 80360             | Péronne        | Péronne                                                        | CC de la Haute Somme                         | 9,87             | 751 (2022)                        | 76                 | modifier les données · modifier les données |
| Condé-Folie                            | 80205      | 80890             | Abbeville      | Flixecourt                                                     | CA de la Baie de Somme                       | 10,37            | 876 (2022)                        | 84                 | modifier les données · modifier les données |
| Contalmaison                           | 80206      | 80300             | Péronne        | Albert                                                         | CC du Pays du Coquelicot                     | 5,67             | 122 (2022)                        | 22                 | modifier les données · modifier les données |
| Contay                                 | 80207      | 80560             | Amiens         | Corbie                                                         | CC du Territoire Nord Picardie               | 8,41             | 310 (2022)                        | 37                 | modifier les données · modifier les données |
| Conteville                             | 80208      | 80370             | Amiens         | Doullens                                                       | CC du Territoire Nord Picardie               | 6,46             | 217 (2022)                        | 34                 | modifier les données · modifier les données |
| Contre                                 | 80210      | 80160             | Amiens         | Ailly-sur-Noye                                                 | CC Somme Sud-Ouest                           | 9,75             | 146 (2022)                        | 15                 | modifier les données · modifier les données |
| Conty                                  | 80211      | 80160             | Amiens         | Ailly-sur-Noye                                                 | CC Somme Sud-Ouest                           | 23,72            | 1 709 (2022)                      | 72                 | modifier les données · modifier les données |
| Corbie                                 | 80212      | 80800             | Amiens         | Corbie                                                         | CC du Val de Somme                           | 16,25            | 6 080 (2022)                      | 374                | modifier les données · modifier les données |
| Cottenchy                              | 80213      | 80440             | Montdidier     | Ailly-sur-Noye                                                 | CC Avre Luce Noye                            | 10,73            | 555 (2022)                        | 52                 | modifier les données · modifier les données |
| Coullemelle                            | 80214      | 80250             | Montdidier     | Ailly-sur-Noye                                                 | CC Avre Luce Noye                            | 9,32             | 309 (2022)                        | 33                 | modifier les données · modifier les données |
| Coulonvillers                          | 80215      | 80135             | Abbeville      | Rue                                                            | CC Ponthieu-Marquenterre                     | 9,47             | 207 (2022)                        | 22                 | modifier les données · modifier les données |
| Courcelette                            | 80216      | 80300             | Péronne        | Albert                                                         | CC du Pays du Coquelicot                     | 4,66             | 151 (2022)                        | 32                 | modifier les données · modifier les données |
| Courcelles-au-Bois                     | 80217      | 80560             | Péronne        | Albert                                                         | CC du Pays du Coquelicot                     | 2,02             | 70 (2022)                         | 35                 | modifier les données · modifier les données |
| Courcelles-sous-Moyencourt             | 80218      | 80290             | Amiens         | Poix-de-Picardie                                               | CC Somme Sud-Ouest                           | 6,78             | 158 (2022)                        | 23                 | modifier les données · modifier les données |
| Courcelles-sous-Thoix                  | 80219      | 80160             | Amiens         | Ailly-sur-Noye                                                 | CC Somme Sud-Ouest                           | 4,37             | 66 (2022)                         | 15                 | modifier les données · modifier les données |
| Courtemanche                           | 80220      | 80500             | Montdidier     | Roye                                                           | CC du Grand Roye                             | 4,15             | 99 (2022)                         | 24                 | modifier les données · modifier les données |
| Cramont                                | 80221      | 80370             | Abbeville      | Rue                                                            | CC Ponthieu-Marquenterre                     | 9,56             | 304 (2022)                        | 32                 | modifier les données · modifier les données |
| Crécy-en-Ponthieu                      | 80222      | 80150             | Abbeville      | Rue                                                            | CC Ponthieu-Marquenterre                     | 56,55            | 1 352 (2022)                      | 24                 | modifier les données · modifier les données |
| Crémery                                | 80223      | 80700             | Montdidier     | Roye                                                           | CC du Grand Roye                             | 2,58             | 128 (2022)                        | 50                 | modifier les données · modifier les données |
| Cressy-Omencourt                       | 80224      | 80190             | Montdidier     | Roye                                                           | CC du Grand Roye                             | 7,67             | 126 (2022)                        | 16                 | modifier les données · modifier les données |
| Creuse                                 | 80225      | 80480             | Amiens         | Ailly-sur-Somme                                                | CA Amiens Métropole                          | 5,02             | 193 (2022)                        | 38                 | modifier les données · modifier les données |
| Croix-Moligneaux                       | 80226      | 80400             | Péronne        | Ham                                                            | CC de l'Est de la Somme                      | 7,88             | 270 (2022)                        | 34                 | modifier les données · modifier les données |
| Croixrault                             | 80227      | 80290             | Amiens         | Poix-de-Picardie                                               | CC Somme Sud-Ouest                           | 8,96             | 457 (2022)                        | 51                 | modifier les données · modifier les données |
| Le Crotoy                              | 80228      | 80550             | Abbeville      | Rue                                                            | CC Ponthieu-Marquenterre                     | 16,32            | 1 965 (2022)                      | 120                | modifier les données · modifier les données |
| Crouy-Saint-Pierre                     | 80229      | 80310             | Amiens         | Ailly-sur-Somme                                                | CC Nièvre et Somme                           | 10,51            | 373 (2022)                        | 35                 | modifier les données · modifier les données |
| Curchy                                 | 80230      | 80190             | Péronne        | Ham                                                            | CC de l'Est de la Somme                      | 9,63             | 293 (2022)                        | 30                 | modifier les données · modifier les données |
| Curlu                                  | 80231      | 80360             | Péronne        | Albert                                                         | CC du Pays du Coquelicot                     | 5,89             | 159 (2022)                        | 27                 | modifier les données · modifier les données |
| Damery                                 | 80232      | 80700             | Montdidier     | Roye                                                           | CC du Grand Roye                             | 4,83             | 222 (2022)                        | 46                 | modifier les données · modifier les données |
| Dancourt-Popincourt                    | 80233      | 80700             | Montdidier     | Roye                                                           | CC du Grand Roye                             | 5,90             | 152 (2022)                        | 26                 | modifier les données · modifier les données |
| Daours                                 | 80234      | 80800             | Amiens         | Amiens-3                                                       | CC du Val de Somme                           | 8,65             | 755 (2022)                        | 87                 | modifier les données · modifier les données |
| Dargnies                               | 80235      | 80570             | Abbeville      | Gamaches                                                       | CC des Villes Sœurs                          | 3,67             | 1 150 (2022)                      | 313                | modifier les données · modifier les données |
| Davenescourt                           | 80236      | 80500             | Montdidier     | Roye                                                           | CC du Grand Roye                             | 11,73            | 548 (2022)                        | 47                 | modifier les données · modifier les données |
| Démuin                                 | 80237      | 80110             | Montdidier     | Moreuil                                                        | CC Avre Luce Noye                            | 11,23            | 538 (2022)                        | 48                 | modifier les données · modifier les données |
| Dernancourt                            | 80238      | 80300             | Péronne        | Albert                                                         | CC du Pays du Coquelicot                     | 6,63             | 519 (2022)                        | 78                 | modifier les données · modifier les données |
| Devise                                 | 80239      | 80200             | Péronne        | Péronne                                                        | CC de la Haute Somme                         | 2,75             | 58 (2022)                         | 21                 | modifier les données · modifier les données |
| Doingt                                 | 80240      | 80200             | Péronne        | Péronne                                                        | CC de la Haute Somme                         | 8,61             | 1 394 (2022)                      | 162                | modifier les données · modifier les données |
| Domart-en-Ponthieu                     | 80241      | 80620             | Amiens         | Flixecourt                                                     | CC Nièvre et Somme                           | 17,93            | 1 066 (2022)                      | 59                 | modifier les données · modifier les données |
| Domart-sur-la-Luce                     | 80242      | 80110             | Montdidier     | Moreuil                                                        | CC Avre Luce Noye                            | 8,59             | 404 (2022)                        | 47                 | modifier les données · modifier les données |
| Domesmont                              | 80243      | 80370             | Amiens         | Doullens                                                       | CC du Territoire Nord Picardie               | 1,94             | 44 (2022)                         | 23                 | modifier les données · modifier les données |
| Dominois                               | 80244      | 80120             | Abbeville      | Rue                                                            | CC Ponthieu-Marquenterre                     | 6,15             | 170 (2022)                        | 28                 | modifier les données · modifier les données |
| Domléger-Longvillers                   | 80245      | 80370             | Amiens         | Doullens                                                       | CC du Territoire Nord Picardie               | 8,91             | 292 (2022)                        | 33                 | modifier les données · modifier les données |
| Dommartin                              | 80246      | 80440             | Montdidier     | Ailly-sur-Noye                                                 | CC Avre Luce Noye                            | 6,55             | 342 (2022)                        | 52                 | modifier les données · modifier les données |
| Dompierre-Becquincourt                 | 80247      | 80980             | Péronne        | Ham                                                            | CC Terre de Picardie                         | 11,05            | 714 (2022)                        | 65                 | modifier les données · modifier les données |
| Dompierre-sur-Authie                   | 80248      | 80150             | Abbeville      | Rue                                                            | CC Ponthieu-Marquenterre                     | 22,73            | 423 (2022)                        | 19                 | modifier les données · modifier les données |
| Domqueur                               | 80249      | 80620             | Abbeville      | Rue                                                            | CC Ponthieu-Marquenterre                     | 8,37             | 305 (2022)                        | 36                 | modifier les données · modifier les données |
| Domvast                                | 80250      | 80150             | Abbeville      | Abbeville-1                                                    | CC Ponthieu-Marquenterre                     | 12,85            | 341 (2022)                        | 27                 | modifier les données · modifier les données |
| Doudelainville                         | 80251      | 80140             | Abbeville      | Gamaches                                                       | CA de la Baie de Somme                       | 4,99             | 378 (2022)                        | 76                 | modifier les données · modifier les données |
| Douilly                                | 80252      | 80400             | Péronne        | Ham                                                            | CC de l'Est de la Somme                      | 9,88             | 250 (2022)                        | 25                 | modifier les données · modifier les données |
| Doullens                               | 80253      | 80600             | Amiens         | Doullens                                                       | CC du Territoire Nord Picardie               | 33,40            | 5 814 (2022)                      | 174                | modifier les données · modifier les données |
| Dreuil-lès-Amiens                      | 80256      | 80470             | Amiens         | Ailly-sur-Somme                                                | CA Amiens Métropole                          | 3,18             | 1 582 (2022)                      | 497                | modifier les données · modifier les données |
| Driencourt                             | 80258      | 80240             | Péronne        | Péronne                                                        | CC de la Haute Somme                         | 5,00             | 80 (2022)                         | 16                 | modifier les données · modifier les données |
| Dromesnil                              | 80259      | 80640             | Amiens         | Poix-de-Picardie                                               | CC Somme Sud-Ouest                           | 5,38             | 83 (2022)                         | 15                 | modifier les données · modifier les données |
| Drucat                                 | 80260      | 80132             | Abbeville      | Abbeville-1                                                    | CA de la Baie de Somme                       | 10,84            | 902 (2022)                        | 83                 | modifier les données · modifier les données |
| Dury                                   | 80261      | 80480             | Amiens         | Amiens-6                                                       | CA Amiens Métropole                          | 10,99            | 1 448 (2022)                      | 132                | modifier les données · modifier les données |
| Eaucourt-sur-Somme                     | 80262      | 80580             | Abbeville      | Abbeville-2                                                    | CA de la Baie de Somme                       | 4,42             | 363 (2022)                        | 82                 | modifier les données · modifier les données |
| L'Échelle-Saint-Aurin                  | 80263      | 80700             | Montdidier     | Roye                                                           | CC du Grand Roye                             | 5,10             | 45 (2022)                         | 8,8                | modifier les données · modifier les données |
| Éclusier-Vaux                          | 80264      | 80340             | Péronne        | Albert                                                         | CC du Pays du Coquelicot                     | 6,34             | 86 (2022)                         | 14                 | modifier les données · modifier les données |
| Embreville                             | 80265      | 80570             | Abbeville      | Gamaches                                                       | CC des Villes Sœurs                          | 5,33             | 561 (2022)                        | 105                | modifier les données · modifier les données |
| Englebelmer                            | 80266      | 80300             | Péronne        | Albert                                                         | CC du Pays du Coquelicot                     | 9,41             | 292 (2022)                        | 31                 | modifier les données · modifier les données |
| Ennemain                               | 80267      | 80200             | Péronne        | Ham                                                            | CC de l'Est de la Somme                      | 6,44             | 247 (2022)                        | 38                 | modifier les données · modifier les données |
| Épagne-Épagnette                       | 80268      | 80580             | Abbeville      | Abbeville-2                                                    | CA de la Baie de Somme                       | 6,56             | 515 (2022)                        | 79                 | modifier les données · modifier les données |
| Épaumesnil                             | 80269      | 80140             | Amiens         | Poix-de-Picardie                                               | CC Somme Sud-Ouest                           | 4,74             | 107 (2022)                        | 23                 | modifier les données · modifier les données |
| Épécamps                               | 80270      | 80370             | Amiens         | Doullens                                                       | CC du Territoire Nord Picardie               | 1,60             | 7 (2022)                          | 4,4                | modifier les données · modifier les données |
| Épehy                                  | 80271      | 80740             | Péronne        | Péronne                                                        | CC de la Haute Somme                         | 17,33            | 1 108 (2022)                      | 64                 | modifier les données · modifier les données |
| Épénancourt                            | 80272      | 80190             | Péronne        | Ham                                                            | CC de l'Est de la Somme                      | 3,50             | 126 (2022)                        | 36                 | modifier les données · modifier les données |
| Éplessier                              | 80273      | 80290             | Amiens         | Poix-de-Picardie                                               | CC Somme Sud-Ouest                           | 14,09            | 342 (2022)                        | 24                 | modifier les données · modifier les données |
| Eppeville                              | 80274      | 80400             | Péronne        | Ham                                                            | CC de l'Est de la Somme                      | 4,95             | 1 719 (2022)                      | 347                | modifier les données · modifier les données |
| Équancourt                             | 80275      | 80360             | Péronne        | Péronne                                                        | CC de la Haute Somme                         | 7,79             | 298 (2022)                        | 38                 | modifier les données · modifier les données |
| Équennes-Éramecourt                    | 80276      | 80290             | Amiens         | Poix-de-Picardie                                               | CC Somme Sud-Ouest                           | 9,08             | 280 (2022)                        | 31                 | modifier les données · modifier les données |
| Erches                                 | 80278      | 80500             | Montdidier     | Roye                                                           | CC du Grand Roye                             | 8,21             | 195 (2022)                        | 24                 | modifier les données · modifier les données |
| Ercheu                                 | 80279      | 80400             | Montdidier     | Roye                                                           | CC du Grand Roye                             | 14,15            | 754 (2022)                        | 53                 | modifier les données · modifier les données |
| Ercourt                                | 80280      | 80210             | Abbeville      | Abbeville-2                                                    | CC du Vimeu                                  | 4,20             | 126 (2022)                        | 30                 | modifier les données · modifier les données |
| Ergnies                                | 80281      | 80690             | Abbeville      | Rue                                                            | CC Ponthieu-Marquenterre                     | 1,96             | 164 (2022)                        | 84                 | modifier les données · modifier les données |
| Érondelle                              | 80282      | 80580             | Abbeville      | Gamaches                                                       | CA de la Baie de Somme                       | 4,00             | 507 (2022)                        | 127                | modifier les données · modifier les données |
| Esclainvillers                         | 80283      | 80250             | Montdidier     | Ailly-sur-Noye                                                 | CC Avre Luce Noye                            | 5,58             | 159 (2022)                        | 28                 | modifier les données · modifier les données |
| Esmery-Hallon                          | 80284      | 80400             | Péronne        | Ham                                                            | CC de l'Est de la Somme                      | 18,90            | 713 (2022)                        | 38                 | modifier les données · modifier les données |
| Essertaux                              | 80285      | 80160             | Amiens         | Ailly-sur-Noye                                                 | CC Somme Sud-Ouest                           | 6,60             | 270 (2022)                        | 41                 | modifier les données · modifier les données |
| Estrébœuf                              | 80287      | 80230             | Abbeville      | Abbeville-2                                                    | CA de la Baie de Somme                       | 6,24             | 241 (2022)                        | 39                 | modifier les données · modifier les données |
| Estrées-Deniécourt                     | 80288      | 80200             | Péronne        | Ham                                                            | CC Terre de Picardie                         | 6,45             | 373 (2022)                        | 58                 | modifier les données · modifier les données |
| Estrées-lès-Crécy                      | 80290      | 80150             | Abbeville      | Rue                                                            | CC Ponthieu-Marquenterre                     | 11,19            | 397 (2022)                        | 35                 | modifier les données · modifier les données |
| Estrées-Mons                           | 80557      | 80200             | Péronne        | Péronne                                                        | CC de la Haute Somme                         | 15,30            | 594 (2022)                        | 39                 | modifier les données · modifier les données |
| Estrées-sur-Noye                       | 80291      | 80250             | Amiens         | Ailly-sur-Noye                                                 | CA Amiens Métropole                          | 5,96             | 281 (2022)                        | 47                 | modifier les données · modifier les données |
| Étalon                                 | 80292      | 80190             | Montdidier     | Roye                                                           | CC du Grand Roye                             | 4,56             | 128 (2022)                        | 28                 | modifier les données · modifier les données |
| Ételfay                                | 80293      | 80500             | Montdidier     | Roye                                                           | CC du Grand Roye                             | 8,12             | 352 (2022)                        | 43                 | modifier les données · modifier les données |
| Éterpigny                              | 80294      | 80200             | Péronne        | Péronne                                                        | CC de la Haute Somme                         | 4,05             | 168 (2022)                        | 41                 | modifier les données · modifier les données |
| Étinehem-Méricourt                     | 80295      | 80340             | Péronne        | Albert                                                         | CC du Pays du Coquelicot                     | 18,22            | 596 (2022)                        | 33                 | modifier les données · modifier les données |
| L'Étoile                               | 80296      | 80830             | Amiens         | Flixecourt                                                     | CC Nièvre et Somme                           | 7,90             | 1 142 (2022)                      | 145                | modifier les données · modifier les données |
| Étréjust                               | 80297      | 80140             | Amiens         | Poix-de-Picardie                                               | CC Somme Sud-Ouest                           | 3,78             | 41 (2022)                         | 11                 | modifier les données · modifier les données |
| Étricourt-Manancourt                   | 80298      | 80360             | Péronne        | Péronne                                                        | CC de la Haute Somme                         | 11,02            | 525 (2022)                        | 48                 | modifier les données · modifier les données |
| La Faloise                             | 80299      | 80250             | Montdidier     | Ailly-sur-Noye                                                 | CC Avre Luce Noye                            | 9,75             | 215 (2022)                        | 22                 | modifier les données · modifier les données |
| Falvy                                  | 80300      | 80190             | Péronne        | Ham                                                            | CC de l'Est de la Somme                      | 6,32             | 162 (2022)                        | 26                 | modifier les données · modifier les données |
| Famechon                               | 80301      | 80290             | Amiens         | Poix-de-Picardie                                               | CC Somme Sud-Ouest                           | 4,84             | 277 (2022)                        | 57                 | modifier les données · modifier les données |
| Faverolles                             | 80302      | 80500             | Montdidier     | Roye                                                           | CC du Grand Roye                             | 6,70             | 173 (2022)                        | 26                 | modifier les données · modifier les données |
| Favières                               | 80303      | 80120             | Abbeville      | Rue                                                            | CC Ponthieu-Marquenterre                     | 12,62            | 454 (2022)                        | 36                 | modifier les données · modifier les données |
| Fay                                    | 80304      | 80200             | Péronne        | Ham                                                            | CC Terre de Picardie                         | 3,90             | 93 (2022)                         | 24                 | modifier les données · modifier les données |
| Ferrières                              | 80305      | 80470             | Amiens         | Ailly-sur-Somme                                                | CA Amiens Métropole                          | 3,47             | 483 (2022)                        | 139                | modifier les données · modifier les données |
| Fescamps                               | 80306      | 80500             | Montdidier     | Roye                                                           | CC du Grand Roye                             | 5,08             | 134 (2022)                        | 26                 | modifier les données · modifier les données |
| Feuillères                             | 80307      | 80200             | Péronne        | Péronne                                                        | CC de la Haute Somme                         | 5,89             | 157 (2022)                        | 27                 | modifier les données · modifier les données |
| Feuquières-en-Vimeu                    | 80308      | 80210             | Abbeville      | Gamaches                                                       | CC du Vimeu                                  | 7,99             | 2 432 (2022)                      | 304                | modifier les données · modifier les données |
| Fieffes-Montrelet                      | 80566      | 80670             | Amiens         | Doullens                                                       | CC du Territoire Nord Picardie               | 9,68             | 346 (2022)                        | 36                 | modifier les données · modifier les données |
| Fienvillers                            | 80310      | 80750             | Amiens         | Doullens                                                       | CC du Territoire Nord Picardie               | 11,69            | 667 (2022)                        | 57                 | modifier les données · modifier les données |
| Fignières                              | 80311      | 80500             | Montdidier     | Roye                                                           | CC du Grand Roye                             | 6,60             | 143 (2022)                        | 22                 | modifier les données · modifier les données |
| Fins                                   | 80312      | 80360             | Péronne        | Péronne                                                        | CC de la Haute Somme                         | 6,87             | 279 (2022)                        | 41                 | modifier les données · modifier les données |
| Flaucourt                              | 80313      | 80200             | Péronne        | Péronne                                                        | CC de la Haute Somme                         | 7,36             | 296 (2022)                        | 40                 | modifier les données · modifier les données |
| Flers                                  | 80314      | 80360             | Péronne        | Péronne                                                        | CC de la Haute Somme                         | 6,27             | 194 (2022)                        | 31                 | modifier les données · modifier les données |
| Flers-sur-Noye                         | 80315      | 80160             | Montdidier     | Ailly-sur-Noye                                                 | CC Avre Luce Noye                            | 4,65             | 522 (2022)                        | 112                | modifier les données · modifier les données |
| Flesselles                             | 80316      | 80260             | Amiens         | Flixecourt                                                     | CC du Territoire Nord Picardie               | 20,49            | 1 956 (2022)                      | 95                 | modifier les données · modifier les données |
| Fleury                                 | 80317      | 80160             | Amiens         | Ailly-sur-Noye                                                 | CC Somme Sud-Ouest                           | 9,42             | 204 (2022)                        | 22                 | modifier les données · modifier les données |
| Flixecourt                             | 80318      | 80420             | Amiens         | Flixecourt                                                     | CC Nièvre et Somme                           | 11,84            | 3 247 (2022)                      | 274                | modifier les données · modifier les données |
| Fluy                                   | 80319      | 80540             | Amiens         | Ailly-sur-Somme                                                | CC Somme Sud-Ouest                           | 6,38             | 320 (2022)                        | 50                 | modifier les données · modifier les données |
| Folies                                 | 80320      | 80170             | Péronne        | Moreuil                                                        | CC Terre de Picardie                         | 5,63             | 154 (2022)                        | 27                 | modifier les données · modifier les données |
| Folleville                             | 80321      | 80250             | Montdidier     | Ailly-sur-Noye                                                 | CC Avre Luce Noye                            | 6,09             | 142 (2022)                        | 23                 | modifier les données · modifier les données |
| Fonches-Fonchette                      | 80322      | 80700             | Montdidier     | Roye                                                           | CC du Grand Roye                             | 5,02             | 169 (2022)                        | 34                 | modifier les données · modifier les données |
| Fontaine-le-Sec                        | 80324      | 80140             | Amiens         | Poix-de-Picardie                                               | CC Somme Sud-Ouest                           | 7,44             | 142 (2022)                        | 19                 | modifier les données · modifier les données |
| Fontaine-lès-Cappy                     | 80325      | 80340             | Péronne        | Ham                                                            | CC Terre de Picardie                         | 3,47             | 56 (2022)                         | 16                 | modifier les données · modifier les données |
| Fontaine-sous-Montdidier               | 80326      | 80500             | Montdidier     | Roye                                                           | CC du Grand Roye                             | 9,03             | 98 (2022)                         | 11                 | modifier les données · modifier les données |
| Fontaine-sur-Maye                      | 80327      | 80150             | Abbeville      | Rue                                                            | CC Ponthieu-Marquenterre                     | 5,67             | 159 (2022)                        | 28                 | modifier les données · modifier les données |
| Fontaine-sur-Somme                     | 80328      | 80510             | Abbeville      | Gamaches                                                       | CA de la Baie de Somme                       | 15,18            | 505 (2022)                        | 33                 | modifier les données · modifier les données |
| Forceville                             | 80329      | 80560             | Péronne        | Albert                                                         | CC du Pays du Coquelicot                     | 7,57             | 165 (2022)                        | 22                 | modifier les données · modifier les données |
| Forceville-en-Vimeu                    | 80330      | 80140             | Amiens         | Poix-de-Picardie                                               | CC Somme Sud-Ouest                           | 2,97             | 231 (2022)                        | 78                 | modifier les données · modifier les données |
| Forest-l'Abbaye                        | 80331      | 80150             | Abbeville      | Abbeville-1                                                    | CC Ponthieu-Marquenterre                     | 3,30             | 314 (2022)                        | 95                 | modifier les données · modifier les données |
| Forest-Montiers                        | 80332      | 80120             | Abbeville      | Abbeville-1                                                    | CC Ponthieu-Marquenterre                     | 10,22            | 389 (2022)                        | 38                 | modifier les données · modifier les données |
| Fort-Mahon-Plage                       | 80333      | 80120             | Abbeville      | Rue                                                            | CC Ponthieu-Marquenterre                     | 13,04            | 1 328 (2022)                      | 102                | modifier les données · modifier les données |
| Fossemanant                            | 80334      | 80160             | Amiens         | Ailly-sur-Noye                                                 | CC Somme Sud-Ouest                           | 2,70             | 101 (2022)                        | 37                 | modifier les données · modifier les données |
| Foucaucourt-en-Santerre                | 80335      | 80340             | Péronne        | Ham                                                            | CC Terre de Picardie                         | 6,91             | 233 (2022)                        | 34                 | modifier les données · modifier les données |
| Foucaucourt-Hors-Nesle                 | 80336      | 80140             | Amiens         | Poix-de-Picardie                                               | CC Somme Sud-Ouest                           | 2,94             | 79 (2022)                         | 27                 | modifier les données · modifier les données |
| Fouencamps                             | 80337      | 80440             | Montdidier     | Ailly-sur-Noye                                                 | CC Avre Luce Noye                            | 3,65             | 211 (2022)                        | 58                 | modifier les données · modifier les données |
| Fouilloy                               | 80338      | 80800             | Amiens         | Corbie                                                         | CC du Val de Somme                           | 5,73             | 1 762 (2022)                      | 308                | modifier les données · modifier les données |
| Fouquescourt                           | 80339      | 80170             | Péronne        | Moreuil                                                        | CC Terre de Picardie                         | 5,45             | 153 (2022)                        | 28                 | modifier les données · modifier les données |
| Fourcigny                              | 80340      | 80290             | Amiens         | Poix-de-Picardie                                               | CC Somme Sud-Ouest                           | 4,55             | 191 (2022)                        | 42                 | modifier les données · modifier les données |
| Fourdrinoy                             | 80341      | 80310             | Amiens         | Ailly-sur-Somme                                                | CC Nièvre et Somme                           | 9,12             | 381 (2022)                        | 42                 | modifier les données · modifier les données |
| Framerville-Rainecourt                 | 80342      | 80131             | Péronne        | Ham                                                            | CC Terre de Picardie                         | 9,91             | 447 (2022)                        | 45                 | modifier les données · modifier les données |
| Framicourt                             | 80343      | 80140             | Amiens         | Poix-de-Picardie                                               | CC Somme Sud-Ouest                           | 5,02             | 157 (2022)                        | 31                 | modifier les données · modifier les données |
| Francières                             | 80344      | 80690             | Abbeville      | Rue                                                            | CC Ponthieu-Marquenterre                     | 5,81             | 172 (2022)                        | 30                 | modifier les données · modifier les données |
| Franleu                                | 80345      | 80210             | Abbeville      | Abbeville-2                                                    | CA de la Baie de Somme                       | 8,43             | 507 (2022)                        | 60                 | modifier les données · modifier les données |
| Franqueville                           | 80346      | 80620             | Amiens         | Flixecourt                                                     | CC Nièvre et Somme                           | 6,26             | 158 (2022)                        | 25                 | modifier les données · modifier les données |
| Fransart                               | 80347      | 80700             | Péronne        | Moreuil                                                        | CC Terre de Picardie                         | 3,00             | 162 (2022)                        | 54                 | modifier les données · modifier les données |
| Fransu                                 | 80348      | 80620             | Amiens         | Flixecourt                                                     | CC Nièvre et Somme                           | 5,64             | 191 (2022)                        | 34                 | modifier les données · modifier les données |
| Fransures                              | 80349      | 80160             | Montdidier     | Ailly-sur-Noye                                                 | CC Avre Luce Noye                            | 4,26             | 127 (2022)                        | 30                 | modifier les données · modifier les données |
| Franvillers                            | 80350      | 80800             | Amiens         | Corbie                                                         | CC du Val de Somme                           | 4,77             | 555 (2022)                        | 116                | modifier les données · modifier les données |
| Fréchencourt                           | 80351      | 80260             | Amiens         | Corbie                                                         | CC du Territoire Nord Picardie               | 5,59             | 254 (2022)                        | 45                 | modifier les données · modifier les données |
| Frémontiers                            | 80352      | 80160             | Amiens         | Ailly-sur-Noye                                                 | CC Somme Sud-Ouest                           | 12,89            | 166 (2022)                        | 13                 | modifier les données · modifier les données |
| Fresnes-Mazancourt                     | 80353      | 80320             | Péronne        | Ham                                                            | CC Terre de Picardie                         | 5,70             | 158 (2022)                        | 28                 | modifier les données · modifier les données |
| Fresnes-Tilloloy                       | 80354      | 80140             | Amiens         | Poix-de-Picardie                                               | CC Somme Sud-Ouest                           | 3,52             | 211 (2022)                        | 60                 | modifier les données · modifier les données |
| Fresneville                            | 80355      | 80140             | Amiens         | Poix-de-Picardie                                               | CC Somme Sud-Ouest                           | 3,40             | 103 (2022)                        | 30                 | modifier les données · modifier les données |
| Fresnoy-Andainville                    | 80356      | 80140             | Amiens         | Poix-de-Picardie                                               | CC Somme Sud-Ouest                           | 3,96             | 94 (2022)                         | 24                 | modifier les données · modifier les données |
| Fresnoy-au-Val                         | 80357      | 80290             | Amiens         | Ailly-sur-Somme                                                | CC Somme Sud-Ouest                           | 8,07             | 227 (2022)                        | 28                 | modifier les données · modifier les données |
| Fresnoy-en-Chaussée                    | 80358      | 80110             | Montdidier     | Moreuil                                                        | CC Avre Luce Noye                            | 3,80             | 140 (2022)                        | 37                 | modifier les données · modifier les données |
| Fresnoy-lès-Roye                       | 80359      | 80700             | Montdidier     | Roye                                                           | CC du Grand Roye                             | 7,65             | 285 (2022)                        | 37                 | modifier les données · modifier les données |
| Fressenneville                         | 80360      | 80390             | Abbeville      | Friville-Escarbotin                                            | CC du Vimeu                                  | 8,66             | 2 086 (2022)                      | 241                | modifier les données · modifier les données |
| Frettecuisse                           | 80361      | 80140             | Amiens         | Poix-de-Picardie                                               | CC Somme Sud-Ouest                           | 5,27             | 70 (2022)                         | 13                 | modifier les données · modifier les données |
| Frettemeule                            | 80362      | 80220             | Abbeville      | Gamaches                                                       | CC interrégionale Aumale - Blangy-sur-Bresle | 7,45             | 297 (2022)                        | 40                 | modifier les données · modifier les données |
| Friaucourt                             | 80364      | 80460             | Abbeville      | Friville-Escarbotin                                            | CC des Villes Sœurs                          | 4,16             | 692 (2022)                        | 166                | modifier les données · modifier les données |
| Fricamps                               | 80365      | 80290             | Amiens         | Poix-de-Picardie                                               | CC Somme Sud-Ouest                           | 5,55             | 179 (2022)                        | 32                 | modifier les données · modifier les données |
| Fricourt                               | 80366      | 80300             | Péronne        | Albert                                                         | CC du Pays du Coquelicot                     | 11,30            | 469 (2022)                        | 42                 | modifier les données · modifier les données |
| Frise                                  | 80367      | 80340             | Péronne        | Albert                                                         | CC du Pays du Coquelicot                     | 6,15             | 176 (2022)                        | 29                 | modifier les données · modifier les données |
| Friville-Escarbotin                    | 80368      | 80130             | Abbeville      | Friville-Escarbotin                                            | CC du Vimeu                                  | 8,86             | 4 394 (2022)                      | 496                | modifier les données · modifier les données |
| Frohen-sur-Authie                      | 80369      | 80370             | Amiens         | Doullens                                                       | CC du Territoire Nord Picardie               | 7,08             | 243 (2022)                        | 34                 | modifier les données · modifier les données |
| Froyelles                              | 80371      | 80150             | Abbeville      | Rue                                                            | CC Ponthieu-Marquenterre                     | 2,79             | 94 (2022)                         | 34                 | modifier les données · modifier les données |
| Frucourt                               | 80372      | 80490             | Abbeville      | Gamaches                                                       | CA de la Baie de Somme                       | 5,27             | 119 (2022)                        | 23                 | modifier les données · modifier les données |
| Gamaches                               | 80373      | 80220             | Abbeville      | Gamaches                                                       | CC des Villes Sœurs                          | 9,92             | 2 421 (2022)                      | 244                | modifier les données · modifier les données |
| Gapennes                               | 80374      | 80150             | Abbeville      | Abbeville-1                                                    | CC Ponthieu-Marquenterre                     | 11,37            | 273 (2022)                        | 24                 | modifier les données · modifier les données |
| Gauville                               | 80375      | 80290             | Amiens         | Poix-de-Picardie                                               | CC Somme Sud-Ouest                           | 7,32             | 332 (2022)                        | 45                 | modifier les données · modifier les données |
| Gentelles                              | 80376      | 80800             | Amiens         | Amiens-4                                                       | CC du Val de Somme                           | 5,57             | 633 (2022)                        | 114                | modifier les données · modifier les données |
| Gézaincourt                            | 80377      | 80600             | Amiens         | Doullens                                                       | CC du Territoire Nord Picardie               | 6,97             | 399 (2022)                        | 57                 | modifier les données · modifier les données |
| Ginchy                                 | 80378      | 80360             | Péronne        | Péronne                                                        | CC de la Haute Somme                         | 5,92             | 73 (2022)                         | 12                 | modifier les données · modifier les données |
| Glisy                                  | 80379      | 80440             | Amiens         | Amiens-4                                                       | CA Amiens Métropole                          | 5,55             | 851 (2022)                        | 153                | modifier les données · modifier les données |
| Gorenflos                              | 80380      | 80690             | Abbeville      | Rue                                                            | CC Ponthieu-Marquenterre                     | 6,17             | 236 (2022)                        | 38                 | modifier les données · modifier les données |
| Gorges                                 | 80381      | 80370             | Amiens         | Doullens                                                       | CC du Territoire Nord Picardie               | 4,87             | 38 (2022)                         | 7,8                | modifier les données · modifier les données |
| Goyencourt                             | 80383      | 80700             | Montdidier     | Roye                                                           | CC du Grand Roye                             | 5,38             | 97 (2022)                         | 18                 | modifier les données · modifier les données |
| Grand-Laviers                          | 80385      | 80132             | Abbeville      | Abbeville-1                                                    | CA de la Baie de Somme                       | 9,50             | 462 (2022)                        | 49                 | modifier les données · modifier les données |
| Grandcourt                             | 80384      | 80300             | Péronne        | Albert                                                         | CC du Pays du Coquelicot                     | 8,38             | 177 (2022)                        | 21                 | modifier les données · modifier les données |
| Gratibus                               | 80386      | 80500             | Montdidier     | Roye                                                           | CC du Grand Roye                             | 5,33             | 178 (2022)                        | 33                 | modifier les données · modifier les données |
| Grattepanche                           | 80387      | 80680             | Amiens         | Ailly-sur-Noye                                                 | CA Amiens Métropole                          | 6,43             | 320 (2022)                        | 50                 | modifier les données · modifier les données |
| Grébault-Mesnil                        | 80388      | 80140             | Abbeville      | Abbeville-2                                                    | CC du Vimeu                                  | 2,58             | 205 (2022)                        | 79                 | modifier les données · modifier les données |
| Grivesnes                              | 80390      | 80250             | Montdidier     | Ailly-sur-Noye                                                 | CC Avre Luce Noye                            | 18,75            | 410 (2022)                        | 22                 | modifier les données · modifier les données |
| Grivillers                             | 80391      | 80700             | Montdidier     | Roye                                                           | CC du Grand Roye                             | 3,39             | 91 (2022)                         | 27                 | modifier les données · modifier les données |
| Grouches-Luchuel                       | 80392      | 80600             | Amiens         | Doullens                                                       | CC du Territoire Nord Picardie               | 9,02             | 571 (2022)                        | 63                 | modifier les données · modifier les données |
| Gruny                                  | 80393      | 80700             | Montdidier     | Roye                                                           | CC du Grand Roye                             | 7,01             | 306 (2022)                        | 44                 | modifier les données · modifier les données |
| Guerbigny                              | 80395      | 80500             | Montdidier     | Roye                                                           | CC du Grand Roye                             | 8,27             | 275 (2022)                        | 33                 | modifier les données · modifier les données |
| Gueschart                              | 80396      | 80150             | Abbeville      | Rue                                                            | CC Ponthieu-Marquenterre                     | 12,89            | 368 (2022)                        | 29                 | modifier les données · modifier les données |
| Gueudecourt                            | 80397      | 80360             | Péronne        | Péronne                                                        | CC de la Haute Somme                         | 4,87             | 96 (2022)                         | 20                 | modifier les données · modifier les données |
| Guignemicourt                          | 80399      | 80540             | Amiens         | Ailly-sur-Somme                                                | CA Amiens Métropole                          | 4,48             | 398 (2022)                        | 89                 | modifier les données · modifier les données |
| Guillaucourt                           | 80400      | 80170             | Péronne        | Moreuil                                                        | CC Terre de Picardie                         | 6,37             | 391 (2022)                        | 61                 | modifier les données · modifier les données |
| Guillemont                             | 80401      | 80360             | Péronne        | Péronne                                                        | CC de la Haute Somme                         | 3,27             | 127 (2022)                        | 39                 | modifier les données · modifier les données |
| Guizancourt                            | 80402      | 80290             | Amiens         | Poix-de-Picardie                                               | CC Somme Sud-Ouest                           | 5,94             | 121 (2022)                        | 20                 | modifier les données · modifier les données |
| Guyencourt-Saulcourt                   | 80404      | 80240             | Péronne        | Péronne                                                        | CC de la Haute Somme                         | 5,00             | 144 (2022)                        | 29                 | modifier les données · modifier les données |
| Guyencourt-sur-Noye                    | 80403      | 80250             | Montdidier     | Ailly-sur-Noye                                                 | CC Avre Luce Noye                            | 3,81             | 159 (2022)                        | 42                 | modifier les données · modifier les données |
| Hailles                                | 80405      | 80440             | Montdidier     | Moreuil                                                        | CC Avre Luce Noye                            | 5,07             | 405 (2022)                        | 80                 | modifier les données · modifier les données |
| Hallencourt                            | 80406      | 80490             | Abbeville      | Gamaches                                                       | CA de la Baie de Somme                       | 20,55            | 1 318 (2022)                      | 64                 | modifier les données · modifier les données |
| Hallivillers                           | 80407      | 80250             | Montdidier     | Ailly-sur-Noye                                                 | CC Avre Luce Noye                            | 7,12             | 141 (2022)                        | 20                 | modifier les données · modifier les données |
| Halloy-lès-Pernois                     | 80408      | 80670             | Amiens         | Flixecourt                                                     | CC Nièvre et Somme                           | 6,20             | 325 (2022)                        | 52                 | modifier les données · modifier les données |
| Hallu                                  | 80409      | 80320             | Péronne        | Moreuil                                                        | CC Terre de Picardie                         | 3,85             | 140 (2022)                        | 36                 | modifier les données · modifier les données |
| Ham                                    | 80410      | 80400             | Péronne        | Ham                                                            | CC de l'Est de la Somme                      | 9,50             | 4 408 (2022)                      | 464                | modifier les données · modifier les données |
| Le Hamel                               | 80411      | 80800             | Amiens         | Corbie                                                         | CC du Val de Somme                           | 9,12             | 488 (2022)                        | 54                 | modifier les données · modifier les données |
| Hamelet                                | 80412      | 80800             | Amiens         | Corbie                                                         | CC du Val de Somme                           | 5,93             | 633 (2022)                        | 107                | modifier les données · modifier les données |
| Hancourt                               | 80413      | 80240             | Péronne        | Péronne                                                        | CC de la Haute Somme                         | 4,06             | 91 (2022)                         | 22                 | modifier les données · modifier les données |
| Hangard                                | 80414      | 80110             | Montdidier     | Moreuil                                                        | CC Avre Luce Noye                            | 6,34             | 121 (2022)                        | 19                 | modifier les données · modifier les données |
| Hangest-en-Santerre                    | 80415      | 80134             | Montdidier     | Moreuil                                                        | CC Avre Luce Noye                            | 15,08            | 1 024 (2022)                      | 68                 | modifier les données · modifier les données |
| Hangest-sur-Somme                      | 80416      | 80310             | Amiens         | Ailly-sur-Somme                                                | CC Nièvre et Somme                           | 12,46            | 762 (2022)                        | 61                 | modifier les données · modifier les données |
| Harbonnières                           | 80417      | 80131             | Péronne        | Moreuil                                                        | CC Terre de Picardie                         | 15,37            | 1 640 (2022)                      | 107                | modifier les données · modifier les données |
| Hardecourt-aux-Bois                    | 80418      | 80360             | Péronne        | Péronne                                                        | CC de la Haute Somme                         | 5,23             | 86 (2022)                         | 16                 | modifier les données · modifier les données |
| Harponville                            | 80420      | 80560             | Péronne        | Albert                                                         | CC du Pays du Coquelicot                     | 2,75             | 172 (2022)                        | 63                 | modifier les données · modifier les données |
| Hattencourt                            | 80421      | 80700             | Montdidier     | Roye                                                           | CC du Grand Roye                             | 3,61             | 300 (2022)                        | 83                 | modifier les données · modifier les données |
| Hautvillers-Ouville                    | 80422      | 80132             | Abbeville      | Abbeville-1                                                    | CC Ponthieu-Marquenterre                     | 6,06             | 543 (2022)                        | 90                 | modifier les données · modifier les données |
| Havernas                               | 80423      | 80670             | Amiens         | Flixecourt                                                     | CC Nièvre et Somme                           | 4,48             | 375 (2022)                        | 84                 | modifier les données · modifier les données |
| Hébécourt                              | 80424      | 80680             | Amiens         | Amiens-6                                                       | CA Amiens Métropole                          | 5,04             | 559 (2022)                        | 111                | modifier les données · modifier les données |
| Hédauville                             | 80425      | 80560             | Péronne        | Albert                                                         | CC du Pays du Coquelicot                     | 4,04             | 107 (2022)                        | 26                 | modifier les données · modifier les données |
| Heilly                                 | 80426      | 80800             | Amiens         | Corbie                                                         | CC du Val de Somme                           | 9,37             | 440 (2022)                        | 47                 | modifier les données · modifier les données |
| Hem-Hardinval                          | 80427      | 80600             | Amiens         | Doullens                                                       | CC du Territoire Nord Picardie               | 10,25            | 365 (2022)                        | 36                 | modifier les données · modifier les données |
| Hem-Monacu                             | 80428      | 80360             | Péronne        | Péronne                                                        | CC de la Haute Somme                         | 3,66             | 129 (2022)                        | 35                 | modifier les données · modifier les données |
| Hénencourt                             | 80429      | 80300             | Amiens         | Corbie                                                         | CC du Val de Somme                           | 3,26             | 192 (2022)                        | 59                 | modifier les données · modifier les données |
| Herbécourt                             | 80430      | 80200             | Péronne        | Péronne                                                        | CC de la Haute Somme                         | 4,50             | 181 (2022)                        | 40                 | modifier les données · modifier les données |
| Hérissart                              | 80431      | 80260             | Péronne        | Albert                                                         | CC du Pays du Coquelicot                     | 7,39             | 757 (2022)                        | 102                | modifier les données · modifier les données |
| Herleville                             | 80432      | 80340             | Péronne        | Ham                                                            | CC Terre de Picardie                         | 6,05             | 192 (2022)                        | 32                 | modifier les données · modifier les données |
| Herly                                  | 80433      | 80190             | Montdidier     | Roye                                                           | CC du Grand Roye                             | 3,75             | 40 (2022)                         | 11                 | modifier les données · modifier les données |
| Hervilly                               | 80434      | 80240             | Péronne        | Péronne                                                        | CC de la Haute Somme                         | 6,18             | 187 (2022)                        | 30                 | modifier les données · modifier les données |
| Hesbécourt                             | 80435      | 80240             | Péronne        | Péronne                                                        | CC de la Haute Somme                         | 3,62             | 49 (2022)                         | 14                 | modifier les données · modifier les données |
| Hescamps                               | 80436      | 80290             | Amiens         | Poix-de-Picardie                                               | CC Somme Sud-Ouest                           | 34,56            | 523 (2022)                        | 15                 | modifier les données · modifier les données |
| Heucourt-Croquoison                    | 80437      | 80270             | Amiens         | Poix-de-Picardie                                               | CC Somme Sud-Ouest                           | 5,00             | 107 (2022)                        | 21                 | modifier les données · modifier les données |
| Heudicourt                             | 80438      | 80122             | Péronne        | Péronne                                                        | CC de la Haute Somme                         | 12,71            | 521 (2022)                        | 41                 | modifier les données · modifier les données |
| Heuzecourt                             | 80439      | 80370             | Amiens         | Doullens                                                       | CC du Territoire Nord Picardie               | 7,20             | 162 (2022)                        | 23                 | modifier les données · modifier les données |
| Hiermont                               | 80440      | 80370             | Amiens         | Doullens                                                       | CC du Territoire Nord Picardie               | 5,01             | 152 (2022)                        | 30                 | modifier les données · modifier les données |
| Hombleux                               | 80442      | 80400             | Péronne        | Ham                                                            | CC de l'Est de la Somme                      | 15,81            | 1 119 (2022)                      | 71                 | modifier les données · modifier les données |
| Hornoy-le-Bourg                        | 80443      | 80640             | Amiens         | Poix-de-Picardie                                               | CC Somme Sud-Ouest                           | 51,23            | 1 641 (2022)                      | 32                 | modifier les données · modifier les données |
| Huchenneville                          | 80444      | 80132             | Abbeville      | Abbeville-2                                                    | CC du Vimeu                                  | 11,54            | 681 (2022)                        | 59                 | modifier les données · modifier les données |
| Humbercourt                            | 80445      | 80600             | Amiens         | Doullens                                                       | CC du Territoire Nord Picardie               | 8,25             | 253 (2022)                        | 31                 | modifier les données · modifier les données |
| Huppy                                  | 80446      | 80140             | Abbeville      | Gamaches                                                       | CA de la Baie de Somme                       | 10,81            | 747 (2022)                        | 69                 | modifier les données · modifier les données |
| Hypercourt                             | 80621      | 80320             | Péronne        | Ham                                                            | CC Terre de Picardie                         | 16,37            | 686 (2022)                        | 42                 | modifier les données · modifier les données |
| Ignaucourt                             | 80449      | 80800             | Montdidier     | Moreuil                                                        | CC Avre Luce Noye                            | 4,19             | 65 (2022)                         | 16                 | modifier les données · modifier les données |
| Inval-Boiron                           | 80450      | 80430             | Amiens         | Poix-de-Picardie                                               | CC Somme Sud-Ouest                           | 3,32             | 120 (2022)                        | 36                 | modifier les données · modifier les données |
| Irles                                  | 80451      | 80300             | Péronne        | Albert                                                         | CC du Pays du Coquelicot                     | 5,38             | 120 (2022)                        | 22                 | modifier les données · modifier les données |
| Jumel                                  | 80452      | 80250             | Montdidier     | Ailly-sur-Noye                                                 | CC Avre Luce Noye                            | 8,89             | 531 (2022)                        | 60                 | modifier les données · modifier les données |
| Laboissière-en-Santerre                | 80453      | 80500             | Montdidier     | Roye                                                           | CC du Grand Roye                             | 7,15             | 138 (2022)                        | 19                 | modifier les données · modifier les données |
| Lachapelle                             | 80455      | 80290             | Amiens         | Poix-de-Picardie                                               | CC Somme Sud-Ouest                           | 2,51             | 89 (2022)                         | 35                 | modifier les données · modifier les données |
| Lafresguimont-Saint-Martin             | 80456      | 80430             | Amiens         | Poix-de-Picardie                                               | CC Somme Sud-Ouest                           | 26,54            | 556 (2022)                        | 21                 | modifier les données · modifier les données |
| Lahoussoye                             | 80458      | 80800             | Amiens         | Corbie                                                         | CC du Val de Somme                           | 4,09             | 449 (2022)                        | 110                | modifier les données · modifier les données |
| Laleu                                  | 80459      | 80270             | Amiens         | Ailly-sur-Somme                                                | CC Somme Sud-Ouest                           | 1,56             | 100 (2022)                        | 64                 | modifier les données · modifier les données |
| Lamaronde                              | 80460      | 80290             | Amiens         | Poix-de-Picardie                                               | CC Somme Sud-Ouest                           | 2,55             | 56 (2022)                         | 22                 | modifier les données · modifier les données |
| Lamotte-Brebière                       | 80461      | 80450             | Amiens         | Amiens-3                                                       | CC du Val de Somme                           | 4,25             | 244 (2022)                        | 57                 | modifier les données · modifier les données |
| Lamotte-Buleux                         | 80462      | 80150             | Abbeville      | Abbeville-1                                                    | CC Ponthieu-Marquenterre                     | 6,16             | 330 (2022)                        | 54                 | modifier les données · modifier les données |
| Lamotte-Warfusée                       | 80463      | 80800             | Amiens         | Corbie                                                         | CC du Val de Somme                           | 9,36             | 715 (2022)                        | 76                 | modifier les données · modifier les données |
| Lanchères                              | 80464      | 80230             | Abbeville      | Friville-Escarbotin                                            | CA de la Baie de Somme                       | 16,39            | 889 (2022)                        | 54                 | modifier les données · modifier les données |
| Lanches-Saint-Hilaire                  | 80466      | 80620             | Amiens         | Flixecourt                                                     | CC Nièvre et Somme                           | 5,45             | 131 (2022)                        | 24                 | modifier les données · modifier les données |
| Languevoisin-Quiquery                  | 80465      | 80190             | Péronne        | Ham                                                            | CC de l'Est de la Somme                      | 4,83             | 193 (2022)                        | 40                 | modifier les données · modifier les données |
| Laucourt                               | 80467      | 80700             | Montdidier     | Roye                                                           | CC du Grand Roye                             | 6,37             | 184 (2022)                        | 29                 | modifier les données · modifier les données |
| Laviéville                             | 80468      | 80300             | Péronne        | Albert                                                         | CC du Pays du Coquelicot                     | 2,15             | 169 (2022)                        | 79                 | modifier les données · modifier les données |
| Lawarde-Mauger-l'Hortoy                | 80469      | 80250             | Montdidier     | Ailly-sur-Noye                                                 | CC Avre Luce Noye                            | 9,32             | 154 (2022)                        | 17                 | modifier les données · modifier les données |
| Léalvillers                            | 80470      | 80560             | Péronne        | Albert                                                         | CC du Pays du Coquelicot                     | 2,23             | 158 (2022)                        | 71                 | modifier les données · modifier les données |
| Lesbœufs                               | 80472      | 80360             | Péronne        | Péronne                                                        | CC de la Haute Somme                         | 5,97             | 167 (2022)                        | 28                 | modifier les données · modifier les données |
| Liancourt-Fosse                        | 80473      | 80700             | Montdidier     | Roye                                                           | CC du Grand Roye                             | 6,44             | 292 (2022)                        | 45                 | modifier les données · modifier les données |
| Licourt                                | 80474      | 80320             | Péronne        | Ham                                                            | CC de l'Est de la Somme                      | 6,93             | 397 (2022)                        | 57                 | modifier les données · modifier les données |
| Liéramont                              | 80475      | 80240             | Péronne        | Péronne                                                        | CC de la Haute Somme                         | 7,29             | 212 (2022)                        | 29                 | modifier les données · modifier les données |
| Liercourt                              | 80476      | 80580             | Abbeville      | Gamaches                                                       | CA de la Baie de Somme                       | 5,53             | 332 (2022)                        | 60                 | modifier les données · modifier les données |
| Ligescourt                             | 80477      | 80150             | Abbeville      | Rue                                                            | CC Ponthieu-Marquenterre                     | 5,12             | 222 (2022)                        | 43                 | modifier les données · modifier les données |
| Lignières                              | 80478      | 80500             | Montdidier     | Roye                                                           | CC du Grand Roye                             | 6,33             | 146 (2022)                        | 23                 | modifier les données · modifier les données |
| Lignières-Châtelain                    | 80479      | 80290             | Amiens         | Poix-de-Picardie                                               | CC Somme Sud-Ouest                           | 6,54             | 344 (2022)                        | 53                 | modifier les données · modifier les données |
| Lignières-en-Vimeu                     | 80480      | 80140             | Amiens         | Poix-de-Picardie                                               | CC Somme Sud-Ouest                           | 3,29             | 112 (2022)                        | 34                 | modifier les données · modifier les données |
| Lihons                                 | 80481      | 80320             | Péronne        | Ham                                                            | CC Terre de Picardie                         | 12,42            | 461 (2022)                        | 37                 | modifier les données · modifier les données |
| Limeux                                 | 80482      | 80490             | Abbeville      | Gamaches                                                       | CA de la Baie de Somme                       | 8,62             | 141 (2022)                        | 16                 | modifier les données · modifier les données |
| Liomer                                 | 80484      | 80430             | Amiens         | Poix-de-Picardie                                               | CC Somme Sud-Ouest                           | 3,89             | 385 (2022)                        | 99                 | modifier les données · modifier les données |
| Long                                   | 80486      | 80510             | Abbeville      | Rue                                                            | CC Ponthieu-Marquenterre                     | 9,19             | 599 (2022)                        | 65                 | modifier les données · modifier les données |
| Longavesnes                            | 80487      | 80240             | Péronne        | Péronne                                                        | CC de la Haute Somme                         | 4,09             | 72 (2022)                         | 18                 | modifier les données · modifier les données |
| Longpré-les-Corps-Saints               | 80488      | 80510             | Abbeville      | Gamaches                                                       | CA de la Baie de Somme                       | 8,06             | 1 520 (2022)                      | 189                | modifier les données · modifier les données |
| Longueau                               | 80489      | 80330             | Amiens         | Amiens-4                                                       | CA Amiens Métropole                          | 3,42             | 5 726 (2022)                      | 1 674              | modifier les données · modifier les données |
| Longueval                              | 80490      | 80360             | Péronne        | Péronne                                                        | CC de la Haute Somme                         | 8,53             | 285 (2022)                        | 33                 | modifier les données · modifier les données |
| Longuevillette                         | 80491      | 80600             | Amiens         | Doullens                                                       | CC du Territoire Nord Picardie               | 2,06             | 70 (2022)                         | 34                 | modifier les données · modifier les données |
| Louvencourt                            | 80493      | 80560             | Péronne        | Albert                                                         | CC du Pays du Coquelicot                     | 7,74             | 295 (2022)                        | 38                 | modifier les données · modifier les données |
| Louvrechy                              | 80494      | 80250             | Montdidier     | Ailly-sur-Noye                                                 | CC Avre Luce Noye                            | 5,78             | 198 (2022)                        | 34                 | modifier les données · modifier les données |
| Lucheux                                | 80495      | 80600             | Amiens         | Doullens                                                       | CC du Territoire Nord Picardie               | 27,65            | 521 (2022)                        | 19                 | modifier les données · modifier les données |
| Machiel                                | 80496      | 80150             | Abbeville      | Rue                                                            | CC Ponthieu-Marquenterre                     | 6,61             | 151 (2022)                        | 23                 | modifier les données · modifier les données |
| Machy                                  | 80497      | 80150             | Abbeville      | Rue                                                            | CC Ponthieu-Marquenterre                     | 3,29             | 118 (2022)                        | 36                 | modifier les données · modifier les données |
| Mailly-Maillet                         | 80498      | 80560             | Péronne        | Albert                                                         | CC du Pays du Coquelicot                     | 11,14            | 638 (2022)                        | 57                 | modifier les données · modifier les données |
| Mailly-Raineval                        | 80499      | 80110             | Montdidier     | Ailly-sur-Noye                                                 | CC Avre Luce Noye                            | 14,30            | 303 (2022)                        | 21                 | modifier les données · modifier les données |
| Maisnières                             | 80500      | 80220             | Abbeville      | Gamaches                                                       | CC interrégionale Aumale - Blangy-sur-Bresle | 12,73            | 477 (2022)                        | 37                 | modifier les données · modifier les données |
| Maison-Ponthieu                        | 80501      | 80150             | Abbeville      | Rue                                                            | CC Ponthieu-Marquenterre                     | 10,95            | 285 (2022)                        | 26                 | modifier les données · modifier les données |
| Maison-Roland                          | 80502      | 80135             | Abbeville      | Rue                                                            | CC Ponthieu-Marquenterre                     | 4,91             | 98 (2022)                         | 20                 | modifier les données · modifier les données |
| Maizicourt                             | 80503      | 80370             | Amiens         | Doullens                                                       | CC du Territoire Nord Picardie               | 5,80             | 187 (2022)                        | 32                 | modifier les données · modifier les données |
| Malpart                                | 80504      | 80250             | Montdidier     | Roye                                                           | CC du Grand Roye                             | 4,25             | 73 (2022)                         | 17                 | modifier les données · modifier les données |
| Marcelcave                             | 80507      | 80800             | Amiens         | Corbie                                                         | CC du Val de Somme                           | 12,49            | 1 293 (2022)                      | 104                | modifier les données · modifier les données |
| Marché-Allouarde                       | 80508      | 80700             | Montdidier     | Roye                                                           | CC du Grand Roye                             | 2,07             | 50 (2022)                         | 24                 | modifier les données · modifier les données |
| Marchélepot-Misery                     | 80509      | 80200             | Péronne        | Ham                                                            | CC Terre de Picardie                         | 8,55             | 580 (2022)                        | 68                 | modifier les données · modifier les données |
| Marestmontiers                         | 80511      | 80500             | Montdidier     | Roye                                                           | CC du Grand Roye                             | 2,48             | 116 (2022)                        | 47                 | modifier les données · modifier les données |
| Mareuil-Caubert                        | 80512      | 80132             | Abbeville      | Abbeville-2                                                    | CA de la Baie de Somme                       | 9,08             | 828 (2022)                        | 91                 | modifier les données · modifier les données |
| Maricourt                              | 80513      | 80360             | Péronne        | Albert                                                         | CC du Pays du Coquelicot                     | 7,52             | 179 (2022)                        | 24                 | modifier les données · modifier les données |
| Marieux                                | 80514      | 80560             | Péronne        | Albert                                                         | CC du Pays du Coquelicot                     | 4,07             | 130 (2022)                        | 32                 | modifier les données · modifier les données |
| Marlers                                | 80515      | 80290             | Amiens         | Poix-de-Picardie                                               | CC Somme Sud-Ouest                           | 3,93             | 148 (2022)                        | 38                 | modifier les données · modifier les données |
| Marquaix                               | 80516      | 80240             | Péronne        | Péronne                                                        | CC de la Haute Somme                         | 5,29             | 189 (2022)                        | 36                 | modifier les données · modifier les données |
| Marquivillers                          | 80517      | 80700             | Montdidier     | Roye                                                           | CC du Grand Roye                             | 5,78             | 187 (2022)                        | 32                 | modifier les données · modifier les données |
| Martainneville                         | 80518      | 80140             | Abbeville      | Gamaches                                                       | CC interrégionale Aumale - Blangy-sur-Bresle | 7,58             | 421 (2022)                        | 56                 | modifier les données · modifier les données |
| Matigny                                | 80519      | 80400             | Péronne        | Ham                                                            | CC de l'Est de la Somme                      | 6,99             | 499 (2022)                        | 71                 | modifier les données · modifier les données |
| Maucourt                               | 80520      | 80170             | Péronne        | Moreuil                                                        | CC Terre de Picardie                         | 3,68             | 202 (2022)                        | 55                 | modifier les données · modifier les données |
| Maurepas                               | 80521      | 80360             | Péronne        | Péronne                                                        | CC de la Haute Somme                         | 10,88            | 223 (2022)                        | 20                 | modifier les données · modifier les données |
| Le Mazis                               | 80522      | 80430             | Amiens         | Poix-de-Picardie                                               | CC Somme Sud-Ouest                           | 3,80             | 108 (2022)                        | 28                 | modifier les données · modifier les données |
| Méaulte                                | 80523      | 80300             | Péronne        | Albert                                                         | CC du Pays du Coquelicot                     | 10,75            | 1 276 (2022)                      | 119                | modifier les données · modifier les données |
| Méharicourt                            | 80524      | 80170             | Péronne        | Moreuil                                                        | CC Terre de Picardie                         | 7,01             | 551 (2022)                        | 79                 | modifier les données · modifier les données |
| Meigneux                               | 80525      | 80290             | Amiens         | Poix-de-Picardie                                               | CC Somme Sud-Ouest                           | 3,97             | 179 (2022)                        | 45                 | modifier les données · modifier les données |
| Le Meillard                            | 80526      | 80370             | Amiens         | Doullens                                                       | CC du Territoire Nord Picardie               | 6,93             | 153 (2022)                        | 22                 | modifier les données · modifier les données |
| Méneslies                              | 80527      | 80520             | Abbeville      | Friville-Escarbotin                                            | CC du Vimeu                                  | 4,04             | 303 (2022)                        | 75                 | modifier les données · modifier les données |
| Méréaucourt                            | 80528      | 80290             | Amiens         | Poix-de-Picardie                                               | CC Somme Sud-Ouest                           | 3,04             | 9 (2022)                          | 3,0                | modifier les données · modifier les données |
| Mérélessart                            | 80529      | 80490             | Abbeville      | Gamaches                                                       | CA de la Baie de Somme                       | 3,74             | 187 (2022)                        | 50                 | modifier les données · modifier les données |
| Méricourt-en-Vimeu                     | 80531      | 80640             | Amiens         | Poix-de-Picardie                                               | CC Somme Sud-Ouest                           | 3,31             | 104 (2022)                        | 31                 | modifier les données · modifier les données |
| Méricourt-l'Abbé                       | 80530      | 80800             | Amiens         | Corbie                                                         | CC du Val de Somme                           | 6,95             | 595 (2022)                        | 86                 | modifier les données · modifier les données |
| Mers-les-Bains                         | 80533      | 80350             | Abbeville      | Friville-Escarbotin                                            | CC des Villes Sœurs                          | 5,39             | 2 536 (2022)                      | 471                | modifier les données · modifier les données |
| Le Mesge                               | 80535      | 80310             | Amiens         | Ailly-sur-Somme                                                | CC Nièvre et Somme                           | 8,73             | 148 (2022)                        | 17                 | modifier les données · modifier les données |
| Mesnil-Bruntel                         | 80536      | 80200             | Péronne        | Péronne                                                        | CC de la Haute Somme                         | 7,31             | 289 (2022)                        | 40                 | modifier les données · modifier les données |
| Mesnil-Domqueur                        | 80537      | 80620             | Abbeville      | Rue                                                            | CC Ponthieu-Marquenterre                     | 3,49             | 89 (2022)                         | 26                 | modifier les données · modifier les données |
| Mesnil-en-Arrouaise                    | 80538      | 80360             | Péronne        | Péronne                                                        | CC de la Haute Somme                         | 6,50             | 107 (2022)                        | 16                 | modifier les données · modifier les données |
| Mesnil-Martinsart                      | 80540      | 80300             | Péronne        | Albert                                                         | CC du Pays du Coquelicot                     | 8,76             | 237 (2022)                        | 27                 | modifier les données · modifier les données |
| Mesnil-Saint-Georges                   | 80541      | 80500             | Montdidier     | Roye                                                           | CC du Grand Roye                             | 6,04             | 211 (2022)                        | 35                 | modifier les données · modifier les données |
| Mesnil-Saint-Nicaise                   | 80542      | 80190             | Péronne        | Ham                                                            | CC de l'Est de la Somme                      | 6,80             | 563 (2022)                        | 83                 | modifier les données · modifier les données |
| Métigny                                | 80543      | 80270             | Amiens         | Ailly-sur-Somme                                                | CC Somme Sud-Ouest                           | 6,68             | 120 (2022)                        | 18                 | modifier les données · modifier les données |
| Mézerolles                             | 80544      | 80600             | Amiens         | Doullens                                                       | CC du Territoire Nord Picardie               | 6,44             | 182 (2022)                        | 28                 | modifier les données · modifier les données |
| Mézières-en-Santerre                   | 80545      | 80110             | Montdidier     | Moreuil                                                        | CC Avre Luce Noye                            | 10,71            | 527 (2022)                        | 49                 | modifier les données · modifier les données |
| Miannay                                | 80546      | 80132             | Abbeville      | Abbeville-2                                                    | CC du Vimeu                                  | 8,81             | 602 (2022)                        | 68                 | modifier les données · modifier les données |
| Millencourt                            | 80547      | 80300             | Péronne        | Albert                                                         | CC du Pays du Coquelicot                     | 5,79             | 203 (2022)                        | 35                 | modifier les données · modifier les données |
| Millencourt-en-Ponthieu                | 80548      | 80135             | Abbeville      | Abbeville-1                                                    | CC Ponthieu-Marquenterre                     | 8,62             | 343 (2022)                        | 40                 | modifier les données · modifier les données |
| Miraumont                              | 80549      | 80300             | Péronne        | Albert                                                         | CC du Pays du Coquelicot                     | 13,96            | 630 (2022)                        | 45                 | modifier les données · modifier les données |
| Mirvaux                                | 80550      | 80260             | Amiens         | Corbie                                                         | CC du Territoire Nord Picardie               | 2,29             | 120 (2022)                        | 52                 | modifier les données · modifier les données |
| Moislains                              | 80552      | 80200             | Péronne        | Péronne                                                        | CC de la Haute Somme                         | 20,62            | 1 118 (2022)                      | 54                 | modifier les données · modifier les données |
| Molliens-au-Bois                       | 80553      | 80260             | Amiens         | Corbie                                                         | CC du Territoire Nord Picardie               | 7,28             | 345 (2022)                        | 47                 | modifier les données · modifier les données |
| Molliens-Dreuil                        | 80554      | 80540             | Amiens         | Ailly-sur-Somme                                                | CC Somme Sud-Ouest                           | 22,80            | 924 (2022)                        | 41                 | modifier les données · modifier les données |
| Monchy-Lagache                         | 80555      | 80200             | Péronne        | Ham                                                            | CC de l'Est de la Somme                      | 15,44            | 574 (2022)                        | 37                 | modifier les données · modifier les données |
| Mons-Boubert                           | 80556      | 80210             | Abbeville      | Abbeville-2                                                    | CA de la Baie de Somme                       | 9,53             | 578 (2022)                        | 61                 | modifier les données · modifier les données |
| Monsures                               | 80558      | 80160             | Amiens         | Ailly-sur-Noye                                                 | CC Somme Sud-Ouest                           | 8,98             | 217 (2022)                        | 24                 | modifier les données · modifier les données |
| Montagne-Fayel                         | 80559      | 80540             | Amiens         | Ailly-sur-Somme                                                | CC Somme Sud-Ouest                           | 6,93             | 145 (2022)                        | 21                 | modifier les données · modifier les données |
| Montauban-de-Picardie                  | 80560      | 80300             | Péronne        | Albert                                                         | CC du Pays du Coquelicot                     | 7,67             | 216 (2022)                        | 28                 | modifier les données · modifier les données |
| Montdidier                             | 80561      | 80500             | Montdidier     | Roye                                                           | CC du Grand Roye                             | 12,58            | 5 978 (2022)                      | 475                | modifier les données · modifier les données |
| Montigny-les-Jongleurs                 | 80563      | 80370             | Amiens         | Doullens                                                       | CC du Territoire Nord Picardie               | 5,00             | 101 (2022)                        | 20                 | modifier les données · modifier les données |
| Montigny-sur-l'Hallue                  | 80562      | 80260             | Amiens         | Corbie                                                         | CC du Territoire Nord Picardie               | 4,91             | 185 (2022)                        | 38                 | modifier les données · modifier les données |
| Montonvillers                          | 80565      | 80260             | Amiens         | Amiens-2                                                       | CC du Territoire Nord Picardie               | 1,48             | 86 (2022)                         | 58                 | modifier les données · modifier les données |
| Morchain                               | 80568      | 80190             | Péronne        | Ham                                                            | CC de l'Est de la Somme                      | 5,84             | 359 (2022)                        | 61                 | modifier les données · modifier les données |
| Morcourt                               | 80569      | 80340             | Amiens         | Corbie                                                         | CC du Val de Somme                           | 7,56             | 330 (2022)                        | 44                 | modifier les données · modifier les données |
| Moreuil                                | 80570      | 80110             | Montdidier     | Moreuil                                                        | CC Avre Luce Noye                            | 23,43            | 3 968 (2022)                      | 169                | modifier les données · modifier les données |
| Morisel                                | 80571      | 80110             | Montdidier     | Moreuil                                                        | CC Avre Luce Noye                            | 6,43             | 475 (2022)                        | 74                 | modifier les données · modifier les données |
| Morlancourt                            | 80572      | 80300             | Péronne        | Albert                                                         | CC du Pays du Coquelicot                     | 11,87            | 378 (2022)                        | 32                 | modifier les données · modifier les données |
| Morvillers-Saint-Saturnin              | 80573      | 80290             | Amiens         | Poix-de-Picardie                                               | CC Somme Sud-Ouest                           | 12,78            | 376 (2022)                        | 29                 | modifier les données · modifier les données |
| Mouflers                               | 80574      | 80690             | Abbeville      | Rue                                                            | CC Ponthieu-Marquenterre                     | 3,53             | 96 (2022)                         | 27                 | modifier les données · modifier les données |
| Mouflières                             | 80575      | 80140             | Amiens         | Poix-de-Picardie                                               | CC Somme Sud-Ouest                           | 2,76             | 73 (2022)                         | 26                 | modifier les données · modifier les données |
| Moyencourt                             | 80576      | 80400             | Péronne        | Ham                                                            | CC de l'Est de la Somme                      | 4,15             | 330 (2022)                        | 80                 | modifier les données · modifier les données |
| Moyencourt-lès-Poix                    | 80577      | 80290             | Amiens         | Poix-de-Picardie                                               | CC Somme Sud-Ouest                           | 10,45            | 165 (2022)                        | 16                 | modifier les données · modifier les données |
| Moyenneville                           | 80578      | 80870             | Abbeville      | Abbeville-2                                                    | CC du Vimeu                                  | 14,12            | 701 (2022)                        | 50                 | modifier les données · modifier les données |
| Muille-Villette                        | 80579      | 80400             | Péronne        | Ham                                                            | CC de l'Est de la Somme                      | 6,53             | 790 (2022)                        | 121                | modifier les données · modifier les données |
| Nampont                                | 80580      | 80120             | Abbeville      | Rue                                                            | CC Ponthieu-Marquenterre                     | 19,39            | 265 (2022)                        | 14                 | modifier les données · modifier les données |
| Namps-Maisnil                          | 80582      | 80290             | Amiens         | Ailly-sur-Noye                                                 | CC Somme Sud-Ouest                           | 21,96            | 1 014 (2022)                      | 46                 | modifier les données · modifier les données |
| Nampty                                 | 80583      | 80160             | Amiens         | Ailly-sur-Noye                                                 | CC Somme Sud-Ouest                           | 5,21             | 281 (2022)                        | 54                 | modifier les données · modifier les données |
| Naours                                 | 80584      | 80260             | Amiens         | Corbie                                                         | CC du Territoire Nord Picardie               | 16,55            | 1 055 (2022)                      | 64                 | modifier les données · modifier les données |
| Nesle                                  | 80585      | 80190             | Péronne        | Ham                                                            | CC de l'Est de la Somme                      | 7,72             | 2 296 (2022)                      | 297                | modifier les données · modifier les données |
| Nesle-l'Hôpital                        | 80586      | 80140             | Amiens         | Poix-de-Picardie                                               | CC Somme Sud-Ouest                           | 4,80             | 172 (2022)                        | 36                 | modifier les données · modifier les données |
| Neslette                               | 80587      | 80140             | Amiens         | Poix-de-Picardie                                               | CC Somme Sud-Ouest                           | 2,07             | 89 (2022)                         | 43                 | modifier les données · modifier les données |
| Neufmoulin                             | 80588      | 80132             | Abbeville      | Abbeville-1                                                    | CA de la Baie de Somme                       | 4,43             | 363 (2022)                        | 82                 | modifier les données · modifier les données |
| Neuilly-l'Hôpital                      | 80590      | 80132             | Abbeville      | Abbeville-1                                                    | CC Ponthieu-Marquenterre                     | 7,69             | 328 (2022)                        | 43                 | modifier les données · modifier les données |
| Neuilly-le-Dien                        | 80589      | 80150             | Abbeville      | Rue                                                            | CC Ponthieu-Marquenterre                     | 4,90             | 103 (2022)                        | 21                 | modifier les données · modifier les données |
| Neuville-au-Bois                       | 80591      | 80140             | Amiens         | Poix-de-Picardie                                               | CC Somme Sud-Ouest                           | 2,93             | 146 (2022)                        | 50                 | modifier les données · modifier les données |
| Neuville-Coppegueule                   | 80592      | 80430             | Amiens         | Poix-de-Picardie                                               | CC Somme Sud-Ouest                           | 8,66             | 511 (2022)                        | 59                 | modifier les données · modifier les données |
| La Neuville-lès-Bray                   | 80593      | 80340             | Péronne        | Albert                                                         | CC du Pays du Coquelicot                     | 4,03             | 260 (2022)                        | 65                 | modifier les données · modifier les données |
| La Neuville-Sire-Bernard               | 80595      | 80110             | Montdidier     | Moreuil                                                        | CC Avre Luce Noye                            | 4,18             | 279 (2022)                        | 67                 | modifier les données · modifier les données |
| Neuvillette                            | 80596      | 80600             | Amiens         | Doullens                                                       | CC du Territoire Nord Picardie               | 3,13             | 214 (2022)                        | 68                 | modifier les données · modifier les données |
| Nibas                                  | 80597      | 80390             | Abbeville      | Friville-Escarbotin                                            | CC du Vimeu                                  | 12,65            | 828 (2022)                        | 65                 | modifier les données · modifier les données |
| Nouvion                                | 80598      | 80860             | Abbeville      | Abbeville-1                                                    | CC Ponthieu-Marquenterre                     | 15,73            | 1 207 (2022)                      | 77                 | modifier les données · modifier les données |
| Noyelles-en-Chaussée                   | 80599      | 80150             | Abbeville      | Rue                                                            | CC Ponthieu-Marquenterre                     | 10,47            | 243 (2022)                        | 23                 | modifier les données · modifier les données |
| Noyelles-sur-Mer                       | 80600      | 80860             | Abbeville      | Abbeville-1                                                    | CC Ponthieu-Marquenterre                     | 20,01            | 641 (2022)                        | 32                 | modifier les données · modifier les données |
| Nurlu                                  | 80601      | 80240             | Péronne        | Péronne                                                        | CC de la Haute Somme                         | 6,53             | 370 (2022)                        | 57                 | modifier les données · modifier les données |
| Ô-de-Selle                             | 80485      | 80160             | Amiens         | Ailly-sur-Noye                                                 | CC Somme Sud-Ouest                           | 26,72            | 1 153 (2022)                      | 43                 | modifier les données · modifier les données |
| Occoches                               | 80602      | 80600             | Amiens         | Doullens                                                       | CC du Territoire Nord Picardie               | 7,09             | 124 (2022)                        | 17                 | modifier les données · modifier les données |
| Ochancourt                             | 80603      | 80210             | Abbeville      | Friville-Escarbotin                                            | CC du Vimeu                                  | 3,95             | 320 (2022)                        | 81                 | modifier les données · modifier les données |
| Offignies                              | 80604      | 80290             | Amiens         | Poix-de-Picardie                                               | CC Somme Sud-Ouest                           | 4,47             | 86 (2022)                         | 19                 | modifier les données · modifier les données |
| Offoy                                  | 80605      | 80400             | Péronne        | Ham                                                            | CC de l'Est de la Somme                      | 7,10             | 199 (2022)                        | 28                 | modifier les données · modifier les données |
| Oisemont                               | 80606      | 80140             | Amiens         | Poix-de-Picardie                                               | CC Somme Sud-Ouest                           | 8,04             | 1 134 (2022)                      | 141                | modifier les données · modifier les données |
| Oissy                                  | 80607      | 80540             | Amiens         | Ailly-sur-Somme                                                | CC Somme Sud-Ouest                           | 5,52             | 207 (2022)                        | 38                 | modifier les données · modifier les données |
| Oneux                                  | 80609      | 80135             | Abbeville      | Rue                                                            | CC Ponthieu-Marquenterre                     | 12,49            | 445 (2022)                        | 36                 | modifier les données · modifier les données |
| Oresmaux                               | 80611      | 80160             | Amiens         | Ailly-sur-Noye                                                 | CC Somme Sud-Ouest                           | 11,03            | 978 (2022)                        | 89                 | modifier les données · modifier les données |
| Oust-Marest                            | 80613      | 80460             | Abbeville      | Friville-Escarbotin                                            | CC des Villes Sœurs                          | 5,80             | 612 (2022)                        | 106                | modifier les données · modifier les données |
| Outrebois                              | 80614      | 80600             | Amiens         | Doullens                                                       | CC du Territoire Nord Picardie               | 9,57             | 320 (2022)                        | 33                 | modifier les données · modifier les données |
| Ovillers-la-Boisselle                  | 80615      | 80300             | Péronne        | Albert                                                         | CC du Pays du Coquelicot                     | 9,61             | 428 (2022)                        | 45                 | modifier les données · modifier les données |
| Pargny                                 | 80616      | 80190             | Péronne        | Ham                                                            | CC de l'Est de la Somme                      | 3,68             | 196 (2022)                        | 53                 | modifier les données · modifier les données |
| Parvillers-le-Quesnoy                  | 80617      | 80700             | Péronne        | Moreuil                                                        | CC Terre de Picardie                         | 9,50             | 236 (2022)                        | 25                 | modifier les données · modifier les données |
| Pendé                                  | 80618      | 80230             | Abbeville      | Friville-Escarbotin                                            | CA de la Baie de Somme                       | 16,43            | 1 035 (2022)                      | 63                 | modifier les données · modifier les données |
| Pernois                                | 80619      | 80670             | Amiens         | Flixecourt                                                     | CC Nièvre et Somme                           | 8,83             | 699 (2022)                        | 79                 | modifier les données · modifier les données |
| Péronne                                | 80620      | 80200             | Péronne        | Péronne                                                        | CC de la Haute Somme                         | 14,16            | 7 139 (2022)                      | 504                | modifier les données · modifier les données |
| Picquigny                              | 80622      | 80310             | Amiens         | Ailly-sur-Somme                                                | CC Nièvre et Somme                           | 10,31            | 1 275 (2022)                      | 124                | modifier les données · modifier les données |
| Piennes-Onvillers                      | 80623      | 80500             | Montdidier     | Roye                                                           | CC du Grand Roye                             | 12,29            | 385 (2022)                        | 31                 | modifier les données · modifier les données |
| Pierregot                              | 80624      | 80260             | Amiens         | Corbie                                                         | CC du Territoire Nord Picardie               | 2,46             | 282 (2022)                        | 115                | modifier les données · modifier les données |
| Pissy                                  | 80626      | 80540             | Amiens         | Ailly-sur-Somme                                                | CA Amiens Métropole                          | 6,63             | 290 (2022)                        | 44                 | modifier les données · modifier les données |
| Plachy-Buyon                           | 80627      | 80160             | Amiens         | Ailly-sur-Noye                                                 | CC Somme Sud-Ouest                           | 10,13            | 863 (2022)                        | 85                 | modifier les données · modifier les données |
| Le Plessier-Rozainvillers              | 80628      | 80110             | Montdidier     | Moreuil                                                        | CC Avre Luce Noye                            | 10,17            | 765 (2022)                        | 75                 | modifier les données · modifier les données |
| Pœuilly                                | 80629      | 80240             | Péronne        | Péronne                                                        | CC de la Haute Somme                         | 6,22             | 104 (2022)                        | 17                 | modifier les données · modifier les données |
| Poix-de-Picardie                       | 80630      | 80290             | Amiens         | Poix-de-Picardie                                               | CC Somme Sud-Ouest                           | 11,66            | 2 293 (2022)                      | 197                | modifier les données · modifier les données |
| Ponches-Estruval                       | 80631      | 80150             | Abbeville      | Rue                                                            | CC Ponthieu-Marquenterre                     | 7,04             | 117 (2022)                        | 17                 | modifier les données · modifier les données |
| Pont-de-Metz                           | 80632      | 80480             | Amiens         | Amiens-7                                                       | CA Amiens Métropole                          | 7,69             | 2 440 (2022)                      | 317                | modifier les données · modifier les données |
| Pont-Noyelles                          | 80634      | 80115             | Amiens         | Corbie                                                         | CC du Val de Somme                           | 8,62             | 815 (2022)                        | 95                 | modifier les données · modifier les données |
| Pont-Remy                              | 80635      | 80580             | Abbeville      | Rue                                                            | CC Ponthieu-Marquenterre                     | 9,93             | 1 467 (2022)                      | 148                | modifier les données · modifier les données |
| Ponthoile                              | 80633      | 80860             | Abbeville      | Abbeville-1                                                    | CC Ponthieu-Marquenterre                     | 19,41            | 584 (2022)                        | 30                 | modifier les données · modifier les données |
| Port-le-Grand                          | 80637      | 80132             | Abbeville      | Abbeville-1                                                    | CC Ponthieu-Marquenterre                     | 11,28            | 268 (2022)                        | 24                 | modifier les données · modifier les données |
| Potte                                  | 80638      | 80190             | Péronne        | Ham                                                            | CC de l'Est de la Somme                      | 3,27             | 111 (2022)                        | 34                 | modifier les données · modifier les données |
| Poulainville                           | 80639      | 80260             | Amiens         | Amiens-2                                                       | CA Amiens Métropole                          | 12,60            | 1 310 (2022)                      | 104                | modifier les données · modifier les données |
| Pozières                               | 80640      | 80300             | Péronne        | Albert                                                         | CC du Pays du Coquelicot                     | 3,24             | 262 (2022)                        | 81                 | modifier les données · modifier les données |
| Prouville                              | 80642      | 80370             | Amiens         | Doullens                                                       | CC du Territoire Nord Picardie               | 8,81             | 312 (2022)                        | 35                 | modifier les données · modifier les données |
| Prouzel                                | 80643      | 80160             | Amiens         | Ailly-sur-Noye                                                 | CC Somme Sud-Ouest                           | 5,19             | 571 (2022)                        | 110                | modifier les données · modifier les données |
| Proyart                                | 80644      | 80340             | Péronne        | Ham                                                            | CC Terre de Picardie                         | 9,86             | 762 (2022)                        | 77                 | modifier les données · modifier les données |
| Puchevillers                           | 80645      | 80560             | Péronne        | Albert                                                         | CC du Pays du Coquelicot                     | 14,24            | 561 (2022)                        | 39                 | modifier les données · modifier les données |
| Punchy                                 | 80646      | 80320             | Péronne        | Ham                                                            | CC Terre de Picardie                         | 3,04             | 79 (2022)                         | 26                 | modifier les données · modifier les données |
| Puzeaux                                | 80647      | 80320             | Péronne        | Ham                                                            | CC Terre de Picardie                         | 3,75             | 279 (2022)                        | 74                 | modifier les données · modifier les données |
| Pys                                    | 80648      | 80300             | Péronne        | Albert                                                         | CC du Pays du Coquelicot                     | 5,05             | 126 (2022)                        | 25                 | modifier les données · modifier les données |
| Quend                                  | 80649      | 80120             | Abbeville      | Rue                                                            | CC Ponthieu-Marquenterre                     | 37,78            | 1 280 (2022)                      | 34                 | modifier les données · modifier les données |
| Querrieu                               | 80650      | 80115             | Amiens         | Amiens-2                                                       | CA Amiens Métropole                          | 10,03            | 621 (2022)                        | 62                 | modifier les données · modifier les données |
| Le Quesne                              | 80651      | 80430             | Amiens         | Poix-de-Picardie                                               | CC Somme Sud-Ouest                           | 1,43             | 243 (2022)                        | 170                | modifier les données · modifier les données |
| Le Quesnel                             | 80652      | 80118             | Montdidier     | Moreuil                                                        | CC Avre Luce Noye                            | 11,38            | 780 (2022)                        | 69                 | modifier les données · modifier les données |
| Quesnoy-le-Montant                     | 80654      | 80132             | Abbeville      | Abbeville-2                                                    | CC du Vimeu                                  | 7,04             | 525 (2022)                        | 75                 | modifier les données · modifier les données |
| Quesnoy-sur-Airaines                   | 80655      | 80270             | Amiens         | Ailly-sur-Somme                                                | CC Somme Sud-Ouest                           | 16,14            | 421 (2022)                        | 26                 | modifier les données · modifier les données |
| Quevauvillers                          | 80656      | 80710             | Amiens         | Ailly-sur-Somme                                                | CC Somme Sud-Ouest                           | 8,82             | 1 106 (2022)                      | 125                | modifier les données · modifier les données |
| Quiry-le-Sec                           | 80657      | 80250             | Montdidier     | Ailly-sur-Noye                                                 | CC Avre Luce Noye                            | 6,88             | 313 (2022)                        | 45                 | modifier les données · modifier les données |
| Quivières                              | 80658      | 80400             | Péronne        | Ham                                                            | CC de l'Est de la Somme                      | 6,83             | 144 (2022)                        | 21                 | modifier les données · modifier les données |
| Raincheval                             | 80659      | 80600             | Péronne        | Albert                                                         | CC du Pays du Coquelicot                     | 6,80             | 262 (2022)                        | 39                 | modifier les données · modifier les données |
| Rainneville                            | 80661      | 80260             | Amiens         | Amiens-2                                                       | CC du Territoire Nord Picardie               | 7,11             | 1 085 (2022)                      | 153                | modifier les données · modifier les données |
| Ramburelles                            | 80662      | 80140             | Abbeville      | Gamaches                                                       | CC interrégionale Aumale - Blangy-sur-Bresle | 4,59             | 260 (2022)                        | 57                 | modifier les données · modifier les données |
| Rambures                               | 80663      | 80140             | Amiens         | Poix-de-Picardie                                               | CC Somme Sud-Ouest                           | 9,90             | 374 (2022)                        | 38                 | modifier les données · modifier les données |
| Rancourt                               | 80664      | 80360             | Péronne        | Péronne                                                        | CC de la Haute Somme                         | 2,91             | 189 (2022)                        | 65                 | modifier les données · modifier les données |
| Regnière-Écluse                        | 80665      | 80120             | Abbeville      | Rue                                                            | CC Ponthieu-Marquenterre                     | 9,54             | 130 (2022)                        | 14                 | modifier les données · modifier les données |
| Remaisnil                              | 80666      | 80600             | Amiens         | Doullens                                                       | CC du Territoire Nord Picardie               | 2,92             | 30 (2022)                         | 10                 | modifier les données · modifier les données |
| Remaugies                              | 80667      | 80500             | Montdidier     | Roye                                                           | CC du Grand Roye                             | 4,14             | 136 (2022)                        | 33                 | modifier les données · modifier les données |
| Remiencourt                            | 80668      | 80250             | Amiens         | Ailly-sur-Noye                                                 | CA Amiens Métropole                          | 4,82             | 172 (2022)                        | 36                 | modifier les données · modifier les données |
| Rethonvillers                          | 80669      | 80700             | Péronne        | Ham                                                            | CC de l'Est de la Somme                      | 7,12             | 341 (2022)                        | 48                 | modifier les données · modifier les données |
| Revelles                               | 80670      | 80540             | Amiens         | Ailly-sur-Somme                                                | CA Amiens Métropole                          | 14,41            | 518 (2022)                        | 36                 | modifier les données · modifier les données |
| Ribeaucourt                            | 80671      | 80620             | Amiens         | Flixecourt                                                     | CC Nièvre et Somme                           | 5,42             | 226 (2022)                        | 42                 | modifier les données · modifier les données |
| Ribemont-sur-Ancre                     | 80672      | 80800             | Amiens         | Corbie                                                         | CC du Val de Somme                           | 9,23             | 619 (2022)                        | 67                 | modifier les données · modifier les données |
| Riencourt                              | 80673      | 80310             | Amiens         | Ailly-sur-Somme                                                | CC Somme Sud-Ouest                           | 10,16            | 183 (2022)                        | 18                 | modifier les données · modifier les données |
| Rivery                                 | 80674      | 80136             | Amiens         | Amiens-3                                                       | CA Amiens Métropole                          | 6,37             | 3 609 (2022)                      | 567                | modifier les données · modifier les données |
| Rogy                                   | 80675      | 80160             | Montdidier     | Ailly-sur-Noye                                                 | CC Avre Luce Noye                            | 6,77             | 143 (2022)                        | 21                 | modifier les données · modifier les données |
| Roiglise                               | 80676      | 80700             | Montdidier     | Roye                                                           | CC du Grand Roye                             | 5,67             | 153 (2022)                        | 27                 | modifier les données · modifier les données |
| Roisel                                 | 80677      | 80240             | Péronne        | Péronne                                                        | CC de la Haute Somme                         | 10,16            | 1 609 (2022)                      | 158                | modifier les données · modifier les données |
| Rollot                                 | 80678      | 80500             | Montdidier     | Roye                                                           | CC du Grand Roye                             | 12,00            | 768 (2022)                        | 64                 | modifier les données · modifier les données |
| Ronssoy                                | 80679      | 80740             | Péronne        | Péronne                                                        | CC de la Haute Somme                         | 7,53             | 578 (2022)                        | 77                 | modifier les données · modifier les données |
| Rosières-en-Santerre                   | 80680      | 80170             | Péronne        | Moreuil                                                        | CC Terre de Picardie                         | 12,98            | 2 928 (2022)                      | 226                | modifier les données · modifier les données |
| Rouvrel                                | 80681      | 80250             | Montdidier     | Ailly-sur-Noye                                                 | CC Avre Luce Noye                            | 7,16             | 303 (2022)                        | 42                 | modifier les données · modifier les données |
| Rouvroy-en-Santerre                    | 80682      | 80170             | Péronne        | Moreuil                                                        | CC Terre de Picardie                         | 7,35             | 209 (2022)                        | 28                 | modifier les données · modifier les données |
| Rouy-le-Grand                          | 80683      | 80190             | Péronne        | Ham                                                            | CC de l'Est de la Somme                      | 3,81             | 100 (2022)                        | 26                 | modifier les données · modifier les données |
| Rouy-le-Petit                          | 80684      | 80190             | Péronne        | Ham                                                            | CC de l'Est de la Somme                      | 3,27             | 103 (2022)                        | 31                 | modifier les données · modifier les données |
| Roye                                   | 80685      | 80700             | Montdidier     | Roye                                                           | CC du Grand Roye                             | 15,55            | 5 748 (2022)                      | 370                | modifier les données · modifier les données |
| Rubempré                               | 80686      | 80260             | Amiens         | Corbie                                                         | CC du Territoire Nord Picardie               | 10,08            | 723 (2022)                        | 72                 | modifier les données · modifier les données |
| Rubescourt                             | 80687      | 80500             | Montdidier     | Roye                                                           | CC du Grand Roye                             | 3,97             | 135 (2022)                        | 34                 | modifier les données · modifier les données |
| Rue                                    | 80688      | 80120             | Abbeville      | Rue                                                            | CC Ponthieu-Marquenterre                     | 29,06            | 3 050 (2022)                      | 105                | modifier les données · modifier les données |
| Rumigny                                | 80690      | 80680             | Amiens         | Amiens-6                                                       | CA Amiens Métropole                          | 7,83             | 623 (2022)                        | 80                 | modifier les données · modifier les données |
| Saigneville                            | 80691      | 80230             | Abbeville      | Abbeville-2                                                    | CA de la Baie de Somme                       | 12,86            | 336 (2022)                        | 26                 | modifier les données · modifier les données |
| Sailly-Flibeaucourt                    | 80692      | 80970             | Abbeville      | Abbeville-1                                                    | CC Ponthieu-Marquenterre                     | 10,64            | 1 014 (2022)                      | 95                 | modifier les données · modifier les données |
| Sailly-Laurette                        | 80693      | 80800             | Amiens         | Corbie                                                         | CC du Val de Somme                           | 6,38             | 337 (2022)                        | 53                 | modifier les données · modifier les données |
| Sailly-le-Sec                          | 80694      | 80800             | Amiens         | Corbie                                                         | CC du Val de Somme                           | 6,74             | 350 (2022)                        | 52                 | modifier les données · modifier les données |
| Sailly-Saillisel                       | 80695      | 80360             | Péronne        | Péronne                                                        | CC de la Haute Somme                         | 9,39             | 478 (2022)                        | 51                 | modifier les données · modifier les données |
| Sains-en-Amiénois                      | 80696      | 80680             | Amiens         | Amiens-6                                                       | CA Amiens Métropole                          | 9,92             | 1 200 (2022)                      | 121                | modifier les données · modifier les données |
| Saint-Acheul                           | 80697      | 80370             | Amiens         | Doullens                                                       | CC du Territoire Nord Picardie               | 3,04             | 36 (2022)                         | 12                 | modifier les données · modifier les données |
| Saint-Aubin-Montenoy                   | 80698      | 80540             | Amiens         | Ailly-sur-Somme                                                | CC Somme Sud-Ouest                           | 10,41            | 217 (2022)                        | 21                 | modifier les données · modifier les données |
| Saint-Aubin-Rivière                    | 80699      | 80430             | Amiens         | Poix-de-Picardie                                               | CC Somme Sud-Ouest                           | 3,08             | 116 (2022)                        | 38                 | modifier les données · modifier les données |
| Saint-Blimont                          | 80700      | 80960             | Abbeville      | Friville-Escarbotin                                            | CA de la Baie de Somme                       | 6,63             | 884 (2022)                        | 133                | modifier les données · modifier les données |
| Saint-Christ-Briost                    | 80701      | 80200             | Péronne        | Ham                                                            | CC de l'Est de la Somme                      | 7,82             | 429 (2022)                        | 55                 | modifier les données · modifier les données |
| Saint-Fuscien                          | 80702      | 80680             | Amiens         | Amiens-6                                                       | CA Amiens Métropole                          | 9,92             | 1 418 (2022)                      | 143                | modifier les données · modifier les données |
| Saint-Germain-sur-Bresle               | 80703      | 80430             | Amiens         | Poix-de-Picardie                                               | CC Somme Sud-Ouest                           | 8,69             | 219 (2022)                        | 25                 | modifier les données · modifier les données |
| Saint-Gratien                          | 80704      | 80260             | Amiens         | Amiens-2                                                       | CC du Territoire Nord Picardie               | 6,95             | 386 (2022)                        | 56                 | modifier les données · modifier les données |
| Saint-Léger-lès-Authie                 | 80705      | 80560             | Péronne        | Albert                                                         | CC du Pays du Coquelicot                     | 4,29             | 73 (2022)                         | 17                 | modifier les données · modifier les données |
| Saint-Léger-lès-Domart                 | 80706      | 80780             | Amiens         | Flixecourt                                                     | CC Nièvre et Somme                           | 7,05             | 1 813 (2022)                      | 257                | modifier les données · modifier les données |
| Saint-Léger-sur-Bresle                 | 80707      | 80140             | Amiens         | Poix-de-Picardie                                               | CC Somme Sud-Ouest                           | 1,09             | 78 (2022)                         | 72                 | modifier les données · modifier les données |
| Saint-Mard                             | 80708      | 80700             | Montdidier     | Roye                                                           | CC du Grand Roye                             | 4,15             | 157 (2022)                        | 38                 | modifier les données · modifier les données |
| Saint-Maulvis                          | 80709      | 80140             | Amiens         | Poix-de-Picardie                                               | CC Somme Sud-Ouest                           | 6,21             | 280 (2022)                        | 45                 | modifier les données · modifier les données |
| Saint-Maxent                           | 80710      | 80140             | Abbeville      | Gamaches                                                       | CC interrégionale Aumale - Blangy-sur-Bresle | 6,38             | 389 (2022)                        | 61                 | modifier les données · modifier les données |
| Saint-Ouen                             | 80711      | 80610             | Amiens         | Flixecourt                                                     | CC Nièvre et Somme                           | 4,35             | 1 775 (2022)                      | 408                | modifier les données · modifier les données |
| Saint-Quentin-en-Tourmont              | 80713      | 80120             | Abbeville      | Rue                                                            | CC Ponthieu-Marquenterre                     | 32,89            | 295 (2022)                        | 9,0                | modifier les données · modifier les données |
| Saint-Quentin-la-Motte-Croix-au-Bailly | 80714      | 80880             | Abbeville      | Friville-Escarbotin                                            | CC des Villes Sœurs                          | 6,91             | 1 265 (2022)                      | 183                | modifier les données · modifier les données |
| Saint-Riquier                          | 80716      | 80135             | Abbeville      | Rue                                                            | CC Ponthieu-Marquenterre                     | 14,48            | 1 268 (2022)                      | 88                 | modifier les données · modifier les données |
| Saint-Sauflieu                         | 80717      | 80160             | Amiens         | Ailly-sur-Noye                                                 | CA Amiens Métropole                          | 7,76             | 981 (2022)                        | 126                | modifier les données · modifier les données |
| Saint-Sauveur                          | 80718      | 80470             | Amiens         | Ailly-sur-Somme                                                | CC Nièvre et Somme                           | 9,04             | 1 336 (2022)                      | 148                | modifier les données · modifier les données |
| Saint-Vaast-en-Chaussée                | 80722      | 80310             | Amiens         | Flixecourt                                                     | CA Amiens Métropole                          | 4,72             | 503 (2022)                        | 107                | modifier les données · modifier les données |
| Saint-Valery-sur-Somme                 | 80721      | 80230             | Abbeville      | Abbeville-2                                                    | CA de la Baie de Somme                       | 10,50            | 2 350 (2022)                      | 224                | modifier les données · modifier les données |
| Sainte-Segrée                          | 80719      | 80290             | Amiens         | Poix-de-Picardie                                               | CC Somme Sud-Ouest                           | 2,27             | 48 (2022)                         | 21                 | modifier les données · modifier les données |
| Saisseval                              | 80723      | 80540             | Amiens         | Ailly-sur-Somme                                                | CC Nièvre et Somme                           | 7,32             | 251 (2022)                        | 34                 | modifier les données · modifier les données |
| Saleux                                 | 80724      | 80480             | Amiens         | Amiens-7                                                       | CA Amiens Métropole                          | 8,02             | 2 767 (2022)                      | 345                | modifier les données · modifier les données |
| Salouël                                | 80725      | 80480             | Amiens         | Amiens-7                                                       | CA Amiens Métropole                          | 4,28             | 4 188 (2022)                      | 979                | modifier les données · modifier les données |
| Sancourt                               | 80726      | 80400             | Péronne        | Ham                                                            | CC de l'Est de la Somme                      | 7,20             | 268 (2022)                        | 37                 | modifier les données · modifier les données |
| Saulchoy-sous-Poix                     | 80728      | 80290             | Amiens         | Poix-de-Picardie                                               | CC Somme Sud-Ouest                           | 3,72             | 79 (2022)                         | 21                 | modifier les données · modifier les données |
| Sauvillers-Mongival                    | 80729      | 80110             | Montdidier     | Ailly-sur-Noye                                                 | CC Avre Luce Noye                            | 5,18             | 184 (2022)                        | 36                 | modifier les données · modifier les données |
| Saveuse                                | 80730      | 80470             | Amiens         | Ailly-sur-Somme                                                | CA Amiens Métropole                          | 3,99             | 1 086 (2022)                      | 272                | modifier les données · modifier les données |
| Senarpont                              | 80732      | 80140             | Amiens         | Poix-de-Picardie                                               | CC Somme Sud-Ouest                           | 7,00             | 629 (2022)                        | 90                 | modifier les données · modifier les données |
| Senlis-le-Sec                          | 80733      | 80300             | Péronne        | Albert                                                         | CC du Pays du Coquelicot                     | 8,28             | 320 (2022)                        | 39                 | modifier les données · modifier les données |
| Sentelie                               | 80734      | 80160             | Amiens         | Ailly-sur-Noye                                                 | CC Somme Sud-Ouest                           | 5,53             | 212 (2022)                        | 38                 | modifier les données · modifier les données |
| Seux                                   | 80735      | 80540             | Amiens         | Ailly-sur-Somme                                                | CA Amiens Métropole                          | 3,53             | 169 (2022)                        | 48                 | modifier les données · modifier les données |
| Sorel                                  | 80737      | 80240             | Péronne        | Péronne                                                        | CC de la Haute Somme                         | 7,94             | 162 (2022)                        | 20                 | modifier les données · modifier les données |
| Sorel-en-Vimeu                         | 80736      | 80490             | Abbeville      | Gamaches                                                       | CA de la Baie de Somme                       | 4,09             | 233 (2022)                        | 57                 | modifier les données · modifier les données |
| Soues                                  | 80738      | 80310             | Amiens         | Ailly-sur-Somme                                                | CC Nièvre et Somme                           | 8,64             | 125 (2022)                        | 14                 | modifier les données · modifier les données |
| Sourdon                                | 80740      | 80250             | Montdidier     | Ailly-sur-Noye                                                 | CC Avre Luce Noye                            | 5,12             | 308 (2022)                        | 60                 | modifier les données · modifier les données |
| Soyécourt                              | 80741      | 80200             | Péronne        | Ham                                                            | CC Terre de Picardie                         | 5,16             | 189 (2022)                        | 37                 | modifier les données · modifier les données |
| Surcamps                               | 80742      | 80620             | Amiens         | Flixecourt                                                     | CC Nièvre et Somme                           | 2,97             | 77 (2022)                         | 26                 | modifier les données · modifier les données |
| Suzanne                                | 80743      | 80340             | Péronne        | Albert                                                         | CC du Pays du Coquelicot                     | 8,66             | 191 (2022)                        | 22                 | modifier les données · modifier les données |
| Tailly                                 | 80744      | 80270             | Amiens         | Ailly-sur-Somme                                                | CC Somme Sud-Ouest                           | 4,05             | 57 (2022)                         | 14                 | modifier les données · modifier les données |
| Talmas                                 | 80746      | 80260             | Amiens         | Corbie                                                         | CC du Territoire Nord Picardie               | 19,20            | 1 084 (2022)                      | 56                 | modifier les données · modifier les données |
| Templeux-la-Fosse                      | 80747      | 80240             | Péronne        | Péronne                                                        | CC de la Haute Somme                         | 7,23             | 135 (2022)                        | 19                 | modifier les données · modifier les données |
| Templeux-le-Guérard                    | 80748      | 80240             | Péronne        | Péronne                                                        | CC de la Haute Somme                         | 6,48             | 196 (2022)                        | 30                 | modifier les données · modifier les données |
| Terramesnil                            | 80749      | 80600             | Amiens         | Doullens                                                       | CC du Territoire Nord Picardie               | 2,66             | 323 (2022)                        | 121                | modifier les données · modifier les données |
| Tertry                                 | 80750      | 80200             | Péronne        | Ham                                                            | CC de l'Est de la Somme                      | 4,93             | 143 (2022)                        | 29                 | modifier les données · modifier les données |
| Thennes                                | 80751      | 80110             | Montdidier     | Moreuil                                                        | CC Avre Luce Noye                            | 8,00             | 562 (2022)                        | 70                 | modifier les données · modifier les données |
| Thézy-Glimont                          | 80752      | 80440             | Amiens         | Ailly-sur-Noye                                                 | CA Amiens Métropole                          | 6,76             | 666 (2022)                        | 99                 | modifier les données · modifier les données |
| Thiepval                               | 80753      | 80300             | Péronne        | Albert                                                         | CC du Pays du Coquelicot                     | 4,40             | 127 (2022)                        | 29                 | modifier les données · modifier les données |
| Thieulloy-l'Abbaye                     | 80754      | 80640             | Amiens         | Poix-de-Picardie                                               | CC Somme Sud-Ouest                           | 14,66            | 382 (2022)                        | 26                 | modifier les données · modifier les données |
| Thieulloy-la-Ville                     | 80755      | 80290             | Amiens         | Poix-de-Picardie                                               | CC Somme Sud-Ouest                           | 3,28             | 140 (2022)                        | 43                 | modifier les données · modifier les données |
| Thièvres                               | 80756      | 80560             | Péronne        | Albert                                                         | CC du Pays du Coquelicot                     | 3,67             | 57 (2022)                         | 16                 | modifier les données · modifier les données |
| Thoix                                  | 80757      | 80160             | Amiens         | Ailly-sur-Noye                                                 | CC Somme Sud-Ouest                           | 11,12            | 146 (2022)                        | 13                 | modifier les données · modifier les données |
| Thory                                  | 80758      | 80250             | Montdidier     | Ailly-sur-Noye                                                 | CC Avre Luce Noye                            | 5,19             | 208 (2022)                        | 40                 | modifier les données · modifier les données |
| Tilloloy                               | 80759      | 80700             | Montdidier     | Roye                                                           | CC du Grand Roye                             | 6,37             | 327 (2022)                        | 51                 | modifier les données · modifier les données |
| Tilloy-Floriville                      | 80760      | 80220             | Abbeville      | Gamaches                                                       | CC interrégionale Aumale - Blangy-sur-Bresle | 8,09             | 361 (2022)                        | 45                 | modifier les données · modifier les données |
| Tincourt-Boucly                        | 80762      | 80240             | Péronne        | Péronne                                                        | CC de la Haute Somme                         | 12,80            | 337 (2022)                        | 26                 | modifier les données · modifier les données |
| Le Titre                               | 80763      | 80132             | Abbeville      | Abbeville-1                                                    | CC Ponthieu-Marquenterre                     | 4,51             | 339 (2022)                        | 75                 | modifier les données · modifier les données |
| Tœufles                                | 80764      | 80870             | Abbeville      | Abbeville-2                                                    | CC du Vimeu                                  | 8,88             | 304 (2022)                        | 34                 | modifier les données · modifier les données |
| Tours-en-Vimeu                         | 80765      | 80210             | Abbeville      | Abbeville-2                                                    | CC du Vimeu                                  | 13,39            | 805 (2022)                        | 60                 | modifier les données · modifier les données |
| Toutencourt                            | 80766      | 80560             | Péronne        | Albert                                                         | CC du Pays du Coquelicot                     | 14,37            | 426 (2022)                        | 30                 | modifier les données · modifier les données |
| Le Translay                            | 80767      | 80140             | Amiens         | Poix-de-Picardie                                               | CC Somme Sud-Ouest                           | 5,61             | 234 (2022)                        | 42                 | modifier les données · modifier les données |
| Treux                                  | 80769      | 80300             | Amiens         | Corbie                                                         | CC du Val de Somme                           | 2,24             | 219 (2022)                        | 98                 | modifier les données · modifier les données |
| Trois-Rivières                         | 80625      | 80500             | Montdidier     | Roye                                                           | CC du Grand Roye                             | 16,63            | 1 484 (2022)                      | 89                 | modifier les données · modifier les données |
| Tully                                  | 80770      | 80130             | Abbeville      | Friville-Escarbotin                                            | CC du Vimeu                                  | 1,88             | 544 (2022)                        | 289                | modifier les données · modifier les données |
| Ugny-l'Équipée                         | 80771      | 80400             | Péronne        | Ham                                                            | CC de l'Est de la Somme                      | 2,85             | 30 (2022)                         | 11                 | modifier les données · modifier les données |
| Vadencourt                             | 80773      | 80560             | Amiens         | Corbie                                                         | CC du Territoire Nord Picardie               | 4,92             | 102 (2022)                        | 21                 | modifier les données · modifier les données |
| Vaire-sous-Corbie                      | 80774      | 80800             | Amiens         | Corbie                                                         | CC du Val de Somme                           | 6,74             | 289 (2022)                        | 43                 | modifier les données · modifier les données |
| Valines                                | 80775      | 80210             | Abbeville      | Friville-Escarbotin                                            | CC du Vimeu                                  | 5,25             | 638 (2022)                        | 122                | modifier les données · modifier les données |
| Varennes                               | 80776      | 80560             | Péronne        | Albert                                                         | CC du Pays du Coquelicot                     | 7,24             | 221 (2022)                        | 31                 | modifier les données · modifier les données |
| Vauchelles-lès-Authie                  | 80777      | 80560             | Péronne        | Albert                                                         | CC du Pays du Coquelicot                     | 4,70             | 135 (2022)                        | 29                 | modifier les données · modifier les données |
| Vauchelles-lès-Domart                  | 80778      | 80620             | Amiens         | Flixecourt                                                     | CC Nièvre et Somme                           | 3,92             | 121 (2022)                        | 31                 | modifier les données · modifier les données |
| Vauchelles-les-Quesnoy                 | 80779      | 80132             | Abbeville      | Abbeville-1                                                    | CA de la Baie de Somme                       | 6,14             | 809 (2022)                        | 132                | modifier les données · modifier les données |
| Vaudricourt                            | 80780      | 80230             | Abbeville      | Friville-Escarbotin                                            | CA de la Baie de Somme                       | 2,98             | 415 (2022)                        | 139                | modifier les données · modifier les données |
| Vauvillers                             | 80781      | 80131             | Péronne        | Ham                                                            | CC Terre de Picardie                         | 6,22             | 218 (2022)                        | 35                 | modifier les données · modifier les données |
| Vaux-en-Amiénois                       | 80782      | 80260             | Amiens         | Flixecourt                                                     | CA Amiens Métropole                          | 11,18            | 440 (2022)                        | 39                 | modifier les données · modifier les données |
| Vaux-Marquenneville                    | 80783      | 80140             | Abbeville      | Gamaches                                                       | CA de la Baie de Somme                       | 3,97             | 80 (2022)                         | 20                 | modifier les données · modifier les données |
| Vaux-sur-Somme                         | 80784      | 80800             | Amiens         | Corbie                                                         | CC du Val de Somme                           | 5,18             | 272 (2022)                        | 53                 | modifier les données · modifier les données |
| Vecquemont                             | 80785      | 80800             | Amiens         | Amiens-3                                                       | CC du Val de Somme                           | 1,87             | 540 (2022)                        | 289                | modifier les données · modifier les données |
| Velennes                               | 80786      | 80160             | Amiens         | Ailly-sur-Noye                                                 | CC Somme Sud-Ouest                           | 3,96             | 141 (2022)                        | 36                 | modifier les données · modifier les données |
| Vercourt                               | 80787      | 80120             | Abbeville      | Rue                                                            | CC Ponthieu-Marquenterre                     | 4,67             | 97 (2022)                         | 21                 | modifier les données · modifier les données |
| Vergies                                | 80788      | 80270             | Amiens         | Poix-de-Picardie                                               | CC Somme Sud-Ouest                           | 8,00             | 178 (2022)                        | 22                 | modifier les données · modifier les données |
| Vermandovillers                        | 80789      | 80320             | Péronne        | Ham                                                            | CC Terre de Picardie                         | 5,83             | 150 (2022)                        | 26                 | modifier les données · modifier les données |
| Verpillières                           | 80790      | 80700             | Montdidier     | Roye                                                           | CC du Grand Roye                             | 4,87             | 167 (2022)                        | 34                 | modifier les données · modifier les données |
| Vers-sur-Selle                         | 80791      | 80480             | Amiens         | Amiens-7                                                       | CA Amiens Métropole                          | 11,18            | 862 (2022)                        | 77                 | modifier les données · modifier les données |
| La Vicogne                             | 80792      | 80260             | Amiens         | Corbie                                                         | CC du Territoire Nord Picardie               | 4,84             | 242 (2022)                        | 50                 | modifier les données · modifier les données |
| Vignacourt                             | 80793      | 80650             | Amiens         | Flixecourt                                                     | CC Nièvre et Somme                           | 29,10            | 2 280 (2022)                      | 78                 | modifier les données · modifier les données |
| Ville-le-Marclet                       | 80795      | 80420             | Amiens         | Flixecourt                                                     | CC Nièvre et Somme                           | 8,93             | 464 (2022)                        | 52                 | modifier les données · modifier les données |
| Ville-sur-Ancre                        | 80807      | 80300             | Péronne        | Albert                                                         | CC du Pays du Coquelicot                     | 5,95             | 274 (2022)                        | 46                 | modifier les données · modifier les données |
| Villecourt                             | 80794      | 80190             | Péronne        | Ham                                                            | CC de l'Est de la Somme                      | 2,19             | 47 (2022)                         | 21                 | modifier les données · modifier les données |
| Villeroy                               | 80796      | 80140             | Amiens         | Poix-de-Picardie                                               | CC Somme Sud-Ouest                           | 6,02             | 175 (2022)                        | 29                 | modifier les données · modifier les données |
| Villers-aux-Érables                    | 80797      | 80110             | Montdidier     | Moreuil                                                        | CC Avre Luce Noye                            | 4,34             | 145 (2022)                        | 33                 | modifier les données · modifier les données |
| Villers-Bocage                         | 80798      | 80260             | Amiens         | Amiens-2                                                       | CC du Territoire Nord Picardie               | 14,17            | 1 509 (2022)                      | 106                | modifier les données · modifier les données |
| Villers-Bretonneux                     | 80799      | 80800             | Amiens         | Amiens-4                                                       | CC du Val de Somme                           | 14,51            | 4 644 (2022)                      | 320                | modifier les données · modifier les données |
| Villers-Campsart                       | 80800      | 80140             | Amiens         | Poix-de-Picardie                                               | CC Somme Sud-Ouest                           | 4,45             | 138 (2022)                        | 31                 | modifier les données · modifier les données |
| Villers-Carbonnel                      | 80801      | 80200             | Péronne        | Péronne                                                        | CC de la Haute Somme                         | 7,66             | 300 (2022)                        | 39                 | modifier les données · modifier les données |
| Villers-Faucon                         | 80802      | 80240             | Péronne        | Péronne                                                        | CC de la Haute Somme                         | 11,42            | 541 (2022)                        | 47                 | modifier les données · modifier les données |
| Villers-lès-Roye                       | 80803      | 80700             | Montdidier     | Roye                                                           | CC du Grand Roye                             | 6,31             | 281 (2022)                        | 45                 | modifier les données · modifier les données |
| Villers-sous-Ailly                     | 80804      | 80690             | Abbeville      | Rue                                                            | CC Ponthieu-Marquenterre                     | 6,26             | 174 (2022)                        | 28                 | modifier les données · modifier les données |
| Villers-sur-Authie                     | 80806      | 80120             | Abbeville      | Rue                                                            | CC Ponthieu-Marquenterre                     | 12,01            | 460 (2022)                        | 38                 | modifier les données · modifier les données |
| Villers-Tournelle                      | 80805      | 80500             | Montdidier     | Roye                                                           | CC du Grand Roye                             | 5,93             | 158 (2022)                        | 27                 | modifier les données · modifier les données |
| Vironchaux                             | 80808      | 80150             | Abbeville      | Rue                                                            | CC Ponthieu-Marquenterre                     | 16,14            | 507 (2022)                        | 31                 | modifier les données · modifier les données |
| Vismes                                 | 80809      | 80140             | Abbeville      | Gamaches                                                       | CC interrégionale Aumale - Blangy-sur-Bresle | 13,26            | 473 (2022)                        | 36                 | modifier les données · modifier les données |
| Vitz-sur-Authie                        | 80810      | 80150             | Abbeville      | Rue                                                            | CC du Ternois                                | 4,66             | 135 (2022)                        | 29                 | modifier les données · modifier les données |
| Voyennes                               | 80811      | 80400             | Péronne        | Ham                                                            | CC de l'Est de la Somme                      | 8,87             | 592 (2022)                        | 67                 | modifier les données · modifier les données |
| Vraignes-en-Vermandois                 | 80812      | 80240             | Péronne        | Péronne                                                        | CC de la Haute Somme                         | 4,22             | 132 (2022)                        | 31                 | modifier les données · modifier les données |
| Vraignes-lès-Hornoy                    | 80813      | 80640             | Amiens         | Poix-de-Picardie                                               | CC Somme Sud-Ouest                           | 5,65             | 95 (2022)                         | 17                 | modifier les données · modifier les données |
| Vrély                                  | 80814      | 80170             | Péronne        | Moreuil                                                        | CC Terre de Picardie                         | 5,66             | 457 (2022)                        | 81                 | modifier les données · modifier les données |
| Vron                                   | 80815      | 80120             | Abbeville      | Rue                                                            | CC Ponthieu-Marquenterre                     | 20,67            | 835 (2022)                        | 40                 | modifier les données · modifier les données |
| Wargnies                               | 80819      | 80670             | Amiens         | Corbie                                                         | CC du Territoire Nord Picardie               | 2,82             | 78 (2022)                         | 28                 | modifier les données · modifier les données |
| Warloy-Baillon                         | 80820      | 80300             | Amiens         | Corbie                                                         | CC du Val de Somme                           | 15,27            | 749 (2022)                        | 49                 | modifier les données · modifier les données |
| Warlus                                 | 80821      | 80270             | Amiens         | Ailly-sur-Somme                                                | CC Somme Sud-Ouest                           | 8,12             | 227 (2022)                        | 28                 | modifier les données · modifier les données |
| Warsy                                  | 80822      | 80500             | Montdidier     | Roye                                                           | CC du Grand Roye                             | 2,98             | 136 (2022)                        | 46                 | modifier les données · modifier les données |
| Warvillers                             | 80823      | 80170             | Péronne        | Moreuil                                                        | CC Terre de Picardie                         | 4,18             | 122 (2022)                        | 29                 | modifier les données · modifier les données |
| Wiencourt-l'Équipée                    | 80824      | 80170             | Péronne        | Moreuil                                                        | CC Terre de Picardie                         | 5,86             | 252 (2022)                        | 43                 | modifier les données · modifier les données |
| Wiry-au-Mont                           | 80825      | 80270             | Abbeville      | Gamaches                                                       | CA de la Baie de Somme                       | 4,81             | 105 (2022)                        | 22                 | modifier les données · modifier les données |
| Woignarue                              | 80826      | 80460             | Abbeville      | Friville-Escarbotin                                            | CC des Villes Sœurs                          | 16,51            | 751 (2022)                        | 45                 | modifier les données · modifier les données |
| Woincourt                              | 80827      | 80520             | Abbeville      | Friville-Escarbotin                                            | CC du Vimeu                                  | 4,18             | 1 276 (2022)                      | 305                | modifier les données · modifier les données |
| Woirel                                 | 80828      | 80140             | Amiens         | Poix-de-Picardie                                               | CC Somme Sud-Ouest                           | 1,85             | 47 (2022)                         | 25                 | modifier les données · modifier les données |
| Y                                      | 80829      | 80190             | Péronne        | Ham                                                            | CC de l'Est de la Somme                      | 2,73             | 88 (2022)                         | 32                 | modifier les données · modifier les données |
| Yonval                                 | 80836      | 80132             | Abbeville      | Abbeville-2                                                    | CA de la Baie de Somme                       | 3,93             | 240 (2022)                        | 61                 | modifier les données · modifier les données |
| Yvrench                                | 80832      | 80150             | Abbeville      | Rue                                                            | CC Ponthieu-Marquenterre                     | 9,29             | 298 (2022)                        | 32                 | modifier les données · modifier les données |
| Yvrencheux                             | 80833      | 80150             | Abbeville      | Rue                                                            | CC Ponthieu-Marquenterre                     | 6,01             | 126 (2022)                        | 21                 | modifier les données · modifier les données |
| Yzengremer                             | 80834      | 80520             | Abbeville      | Friville-Escarbotin                                            | CC du Vimeu                                  | 3,40             | 509 (2022)                        | 150                | modifier les données · modifier les données |
| Yzeux                                  | 80835      | 80310             | Amiens         | Ailly-sur-Somme                                                | CC Nièvre et Somme                           | 5,05             | 267 (2022)                        | 53                 | modifier les données · modifier les données |
| Somme                                  | 80         |                   |                |                                                                |                                              | 6 170,00         | 565 540 (2022)                    | 92                 | modifier les données                        |